# Canada
Il Canada (AFI: /ˈkanada/, in inglese: /ˈkænədə/, in francese: /kanada/) o Canadà (AFI: /kanaˈda/) (anche Dominion del Canada, seppur usato di rado) è uno Stato dell'America settentrionale che si affaccia sull'Oceano Atlantico a est, sul Mar Glaciale Artico a nord e sull'Oceano Pacifico a ovest. Con una superficie di 9985000 km², è il secondo paese del mondo per superficie totale dopo la Russia. Confina con la Groenlandia (Regno di Danimarca) tramite la propria porzione dell'Isola Hans, e con gli Stati Uniti d'America: quelli continentali a sud, in buona parte lungo la linea del 49º parallelo Nord, e con lo Stato dell'Alaska a nord-ovest, un confine che corre quasi per intero lungo il 141º meridiano Ovest: si tratta del più lungo confine terrestre tra due Stati (8893 km).
Abitato da popolazioni indigene fino all'arrivo europeo sul continente, il territorio dell'attuale Canada fu colonizzato da Francia e Gran Bretagna a inizio XVII secolo, a partire dalla costa atlantica. I francesi persero in seguito i loro territori progressivamente a favore dell'Impero britannico: dapprima (nel 1713) con il trattato di Utrecht alla fine della guerra di successione spagnola, con cui Terranova e la baia di Hudson furono cedute da Luigi XIV; a seguire, nel 1763, dopo la sconfitta nella guerra franco-indiana, teatro nordamericano della guerra dei sette anni, e, infine, con la vendita, nel 1803, da parte di Napoleone Bonaparte, della Louisiana francese agli Stati Uniti d'America e delle sue ultime rimanenze oltre il confine canadese al Regno Unito.
Il 1º luglio 1867 nacque la federazione canadese con l'unione delle tre colonie del Nord America Britannico di Nuova Scozia, Nuovo Brunswick e Canada, che in seguito divennero quattro per la scissione della provincia del Canada in Ontario e Québec. Nel corso del tempo si aggiunsero sempre più province, che avrebbero poi formato l'odierno Stato nordamericano. Costituitosi in Stato unitario il 1º luglio 1867 come Confederazione canadese per iniziativa della Corona britannica, divenne formalmente coeguale con il Regno Unito l'11 dicembre 1931, data di promulgazione dello statuto di Westminster, con cui il Regno Unito affrancò molti dei suoi ex dominion. Infine, con la nuova legge sul Canada del 1982 (il cosiddetto patriation o "rimpatrio"), il Regno Unito abdicò anche al potere formale di modifica della costituzione canadese, garantitogli dallo Statuto del 1931.
Il Canada è uno Stato membro del Commonwealth britannico, del quale è uno dei quindici reami: di conseguenza, benché indipendente, ha come capo di Stato il sovrano del Regno Unito, al 2025 il re Carlo III. In rappresentanza del sovrano agisce localmente il governatore generale del Canada, il quale è capo di Stato de facto, avendo le prerogative di accreditare il corpo diplomatico, assegnare l'incarico di primo ministro e nominare i giudici della Corte suprema, convocare le elezioni generali federali e, in talune occasioni, rappresentare il Paese a livello internazionale. Dal 1959 esiste la prassi non ufficiale di nominare alternativamente un governatore generale anglofono e uno francofono per rispetto dei due maggiori gruppi linguistici del Paese.
Il sistema politico è parlamentare e il primo ministro è in genere il leader del partito che vince le elezioni generali federali, che si tengono normalmente ogni quattro anni, salvo consultazioni anticipate (le più recenti risalgono al 28 aprile 2025). Al 2025 il governatore generale in carica è l'ex funzionaria pubblica e diplomatica Inuit Mary Simon (1947-), mentre il primo ministro è il leader liberale Mark Carney (1965-), in ufficio dal 14 marzo 2025.
In Canada si parlano diverse lingue sia native sia europee, ma quelle ufficiali sono il francese e l'inglese, che hanno status paritetico in tutti gli atti pubblici della federazione: su circa 35-37 milioni d'abitanti (stima 2019), quasi il 57% di essi è di madrelingua inglese e poco più del 21% francese; tuttavia, molti canadesi sono bilingue e al 2011 l'85% della popolazione dichiarava padronanza dell'inglese e il 30,1% del francese. Dal 2006 la provincia del Québec, ufficialmente francofona, è riconosciuta come «nazione in seno a un Canada unito». Tra le lingue non ufficiali con più di 300 000 parlanti figurano lo spagnolo, il tagalog, l'arabo, il tedesco e l'italiano, grazie alla presenza di fenomeni migratori nel Paese.
Il PIL nominale del Canada è il nono al mondo: esso si basa prevalentemente sulle ingenti risorse naturali e sulle sue ben sviluppate reti commerciali, specialmente con gli Stati Uniti, con cui il Canada intrattiene complesse relazioni di lunga data. Il Canada è uno dei Paesi più avanzati del mondo con il ventesimo PIL pro-capite e il sedicesimo indice di sviluppo umano. Il Canada fa parte dell'ONU fin dalla sua prima assemblea generale del 1945 e, come media potenza, è membro di numerosi organismi internazionali militari, politici e commerciali quali il G7, il G20, la NATO, l'USMCA, l'OCSE, il OMC, l'OAC, l'APEC. Il demotico di una persona originaria del Canada in italiano è canadese (plurale canadesi), invariato al femminile. In inglese è Canadian (plurale Canadians) e in francese è canadien se maschile o canadienne se femminile (al plurale rispettivamente canadiens e canadiennes).

## Etimologia
Nel corso della storia sono state formulate diverse teorie sulle origini etimologiche del nome Canada. Al giorno d'oggi il nome è comunemente accettato come proveniente dalla parola irochese kanata, che significa "villaggio" o "insediamento". Nel 1535, gli abitanti indigeni dell'attuale regione di Quebec City usarono la parola kanata per indirizzare l'esploratore francese Jacques Cartier al villaggio di Stadacona. Cartier in seguito usò la parola Canada per riferirsi non solo a quello specifico villaggio, ma all'intera area soggetta al potere di Capo Donnacona (il capo di Stadacona). Nel 1545, i libri e le mappe europee avevano iniziato a riferirsi a questa piccola regione lungo il fiume San Lorenzo come Canada.
Dal XVI all'inizio del XVIII secolo, la parola "Canada" si riferiva alla parte della Nuova Francia che si trovava lungo il corso del fiume San Lorenzo. Nel 1791, l'area divenne parte dell'Impero Britannico venendo suddivisa in due colonie chiamate Alto Canada (Upper Canada) e Basso Canada (Lower Canada). Queste due colonie furono chiamate collettivamente Canadas (al plurale) fino alla loro unione come Provincia britannica del Canada nel 1841.
Al momento della Confederazione nel 1867, il nome Canada fu adottato come nome legale per il nuovo paese alla Conferenza di Londra. Al Canada fu poi conferito lo status di Dominion, divenendo così il Dominion of Canada. Negli anni '50, il termine Dominion of Canada non era più utilizzato dal Regno Unito, che considerava il Canada un "Reame del Commonwealth". Il termine Dominion era usato più che altro per distinguere il governo federale dalle province, anche se dopo la seconda guerra mondiale il termine federale aveva sostituito la dicitura dominion. Nel 1951 il governo di Louis St. Laurent pose fine alla pratica di utilizzare il titolo Dominion negli statuti del Canada.
Il Canada Act 1982, che ha portato la costituzione del Canada completamente sotto il controllo canadese, si riferiva alla nazione solo con il nome Canada. Nello stesso anno, il nome della festa nazionale fu cambiato da Dominion Day a Canada Day.

## Storia
Gli archeologi stimano che i primi uomini a giungere nella regione geografica del Canada siano arrivati dall'Asia, attraverso lo Stretto di Bering, già oltre 40 000 anni fa. Queste e ondate successive diedero origine ai discendenti degli attuali indiani canadesi e alle popolazioni Inuit.
I primi europei a giungere sulle coste canadesi presso L'Anse aux Meadows furono i componenti della famiglia vichinga Erikson (proprietari della Groenlandia): intorno all'anno Mille si stabilirono nella zona settentrionale dell'isola di Terranova, che chiamarono Vinland (terra del vino). Dopo vari conflitti con i nativi abbandonarono definitivamente il territorio, ma ci tornarono periodicamente per rifornirsi di legname.
Nel 1497, su incarico degli inglesi, l'italiano Giovanni Caboto raggiunse l'isola di Terranova. Nel 1509 Sebastiano Caboto esplorò tutte le coste nordamericane, dall'isola di Baffin alla Florida.
Al 1535 si deve l'origine del nome del Canada: durante le esplorazioni lungo il fiume San Lorenzo compiute da Jacques Cartier alcuni irochesi si riferirono al villaggio di Stadacona, la futura Québec, con il termine kanata (che nella loro lingua vuol dire "comunità", "villaggio").
Jacques Cartier utilizzò così il nome Canada per tutto il territorio in cui si trovava il villaggio di Stadacona. Negli anni seguenti il nome indicava sulle carte geografiche tutti i territori a nord del fiume San Lorenzo. Nei secoli XVII e XVIII il nome Canada venne utilizzato per indicare i territori della Nuova Francia, estendendone via via l'uso fino a ricomprendervi le sponde settentrionali dei Grandi Laghi.
Il Canada divenne possedimento della Francia nel 1534, quando l'esploratore francese Jacques Cartier prese possesso della zona circostante il fiume San Lorenzo in nome del re Francesco I. Per oltre cento anni il Canada rimase una colonia francese. Samuel de Champlain, nel 1604, stabilì la prima colonia permanente nel Nord America a Port Royal, Acadia (poi diventata Annapolis Royal, Nuova Scozia). Quattro anni dopo fondò la colonia del Québec. Nel 1615 scoprì i laghi Huron e Ontario. Dal 1615 furono accolti i primi missionari che tentarono di convertire gli Irochesi e gli Uroni, nativi del luogo.

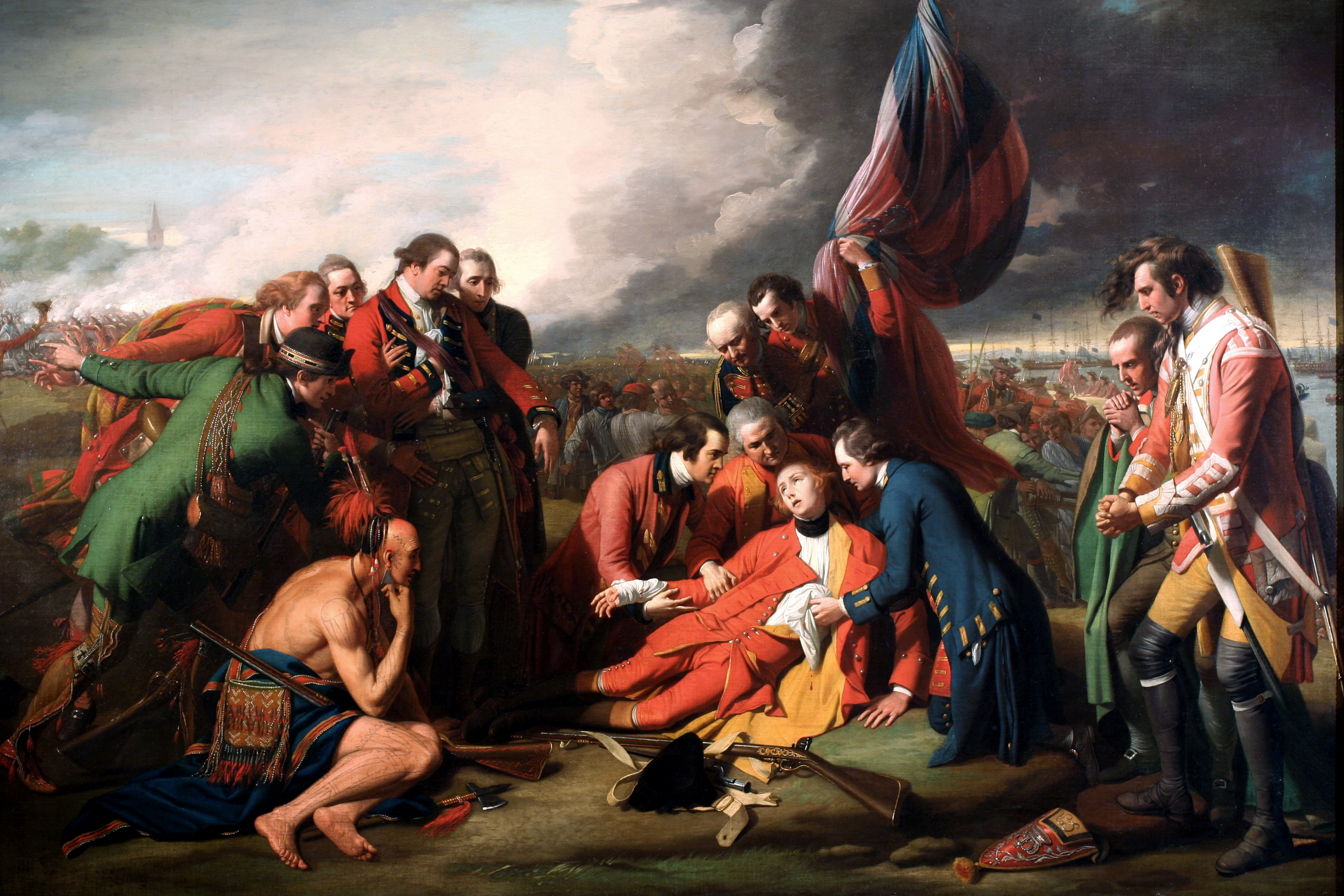
Morte del generale Wolfe nella battaglia di Québec

Il progetto di un impero americano francese, suffragato dalla Nuova Francia che nel 1608 aveva come capitale la città di Québec, inevitabilmente fece scoppiare un conflitto tra Francia e Gran Bretagna. Le guerre per il dominio coloniale del Nord America e che vedono schierate queste due potenze passano sotto il nome di guerre franco-indiane. Nel 1763, dopo la guerra dei sette anni, in cui rilevante fu la vittoria schiacciante di James Wolfe durante la battaglia di Québec, tutto quello che rimaneva della Nuova Francia passò sotto il dominio della Gran Bretagna.

Evoluzione territoriale del Canada

Durante la guerra anglo-americana la colonia canadese fu una pedina della Gran Bretagna nella guerra contro gli Stati Uniti. Con l'Atto di Unione del 1840 vennero fuse in una sola le allora due colonie dell'Alto e Basso Canada. La prima ha prevalente cultura britannica, la seconda di spiccata cultura francofona. Obiettivo non ultimo era quello di convertire il Basso Canada alla cultura e alla lingua inglese.
Nel 1867 alcune colonie britanniche del Nord America Provincia del Canada, Nuovo Brunswick e Nuova Scozia si unirono nella Confederazione canadese. Il dominio del Canada ottenne la piena indipendenza nel 1931. Dalla nascita del Canada, le sue frontiere esterne sono cambiate sei volte, e internamente si è passati da quattro province a dieci province e tre territori.

## I nativi
I Nativi furono una popolazione indigena abitante in Canada, discriminata dal resto della popolazione. Il governo, per evitare questa discriminazione da parte degli abitanti bianchi del Canada, pubblicò una legge: l'assimilazione forzata ovvero insegnare e obbligare i Nativi a rispettare la cultura canadese e abbandonare quindi la propria. Questa legge è a doppio senso: in questo i Nativi non erano più discriminati ma allo stesso tempo erano obbligati a seguire la cultura (quindi anche la religione) facendo perciò emergere un nuovo problema.
Il termine Prime nazioni si riferisce alle popolazioni aborigene del Canada che non sono Métis o Inuit. Nel 2022, questa popolazione contava circa 1,8 milioni di persone.
Le migrazioni degli aborigeni risalgono a circa 15.000 anni fa, all'ultima era glaciale, che abbassò il livello del mare e creò un ponte terrestre dall'Eurasia all'America, permettendo loro di insediarsi.
Nell'ottobre 2019 il Canada viene segnalato dalle Nazioni Unite per le pessime condizioni abitative delle popolazioni indigene. La commissione d'inchiesta sottolinea che gli aborigeni hanno "maggiori probabilità di essere alloggiati male e di avere di conseguenza problemi di salute". Inoltre, "la percentuale di senzatetto tra loro è sproporzionatamente alta e sono estremamente vulnerabili agli sfratti forzati, all'accaparramento delle terre e agli effetti del cambiamento climatico. Quando difendono i loro diritti, sono spesso bersaglio di violenze estreme". Anche le comunità aborigene sono pesantemente colpite dalla carenza di alloggi nel Canada settentrionale: comunità che dormono alternativamente. "Quindici persone vivono in una casa grande come una roulotte. [...] Devono fare i turni per dormire quando non c'è molto spazio.

## Geografia

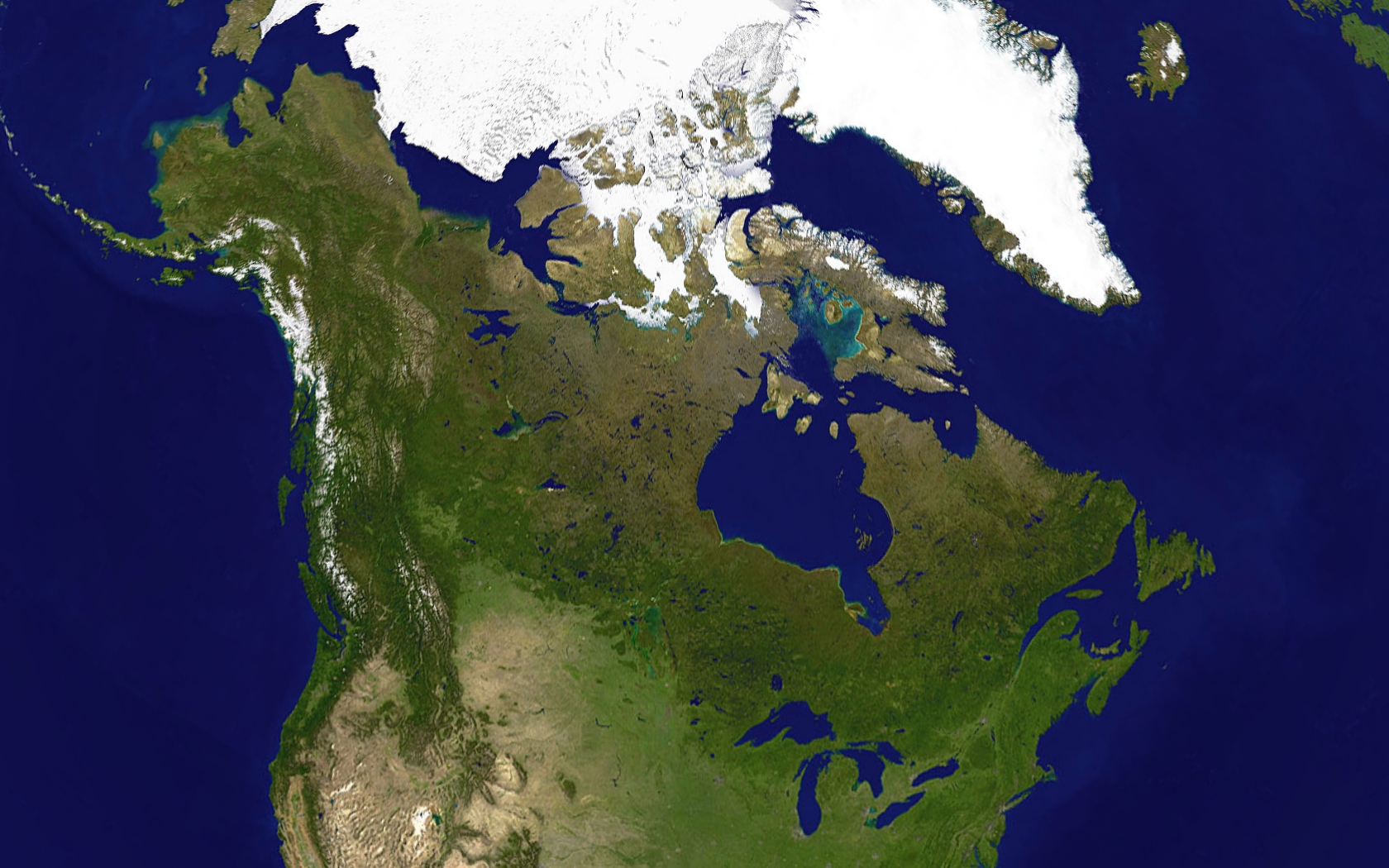
Vista satellitare del Canada

Il Canada ha una superficie di 9984670 km², perciò risulta essere il secondo Stato per estensione dopo la Russia. La differenza di fuso orario fra le coste orientale e occidentale è di 6 ore.
A parte l'Arcipelago artico canadese, il territorio può essere suddiviso in cinque grandi aree: lo scudo canadese, il sistema montuoso degli Appalachi, i Grandi Laghi e il bacino del San Lorenzo, le pianure centrali e la catena costiera.

### Morfologia
La morfologia del territorio canadese ha un'importanza minore rispetto al clima, per quanto riguarda gli insediamenti umani. Il Canada è, infatti, un territorio per gran parte pianeggiante, con rilevanti catene montuose solo a occidente e nel senso dei meridiani, per cui le condizioni di abitabilità sono essenzialmente in diretta funzione del clima: dove esso è meno polare si ha la parte più densamente popolata del Paese. Questa corrisponde alla fascia più meridionale, che si appoggia al confine degli Stati Uniti fino alla costa del Pacifico. Seguono il "Canada medio" e il "Canada alto", dove la nordicità è già molto accentuata; infine c'è l'estremo nord, che ha un clima polare. Importanti catene montuose sono le Montagne Rocciose Canadesi, poste a occidente, e la Cordigliera Artica nelle terre estreme del Nord. La montagna più alta del Canada è il Monte Logan nello Yukon con i suoi 5 959 metri.

### Idrografia
Il Canada possiede più laghi e acque interne di qualsiasi altro paese al mondo. Oltre ai Grandi Laghi, che si estendono in gran parte negli Stati Uniti, i più estesi del paese sono il Grande Lago degli Orsi e il Grande Lago degli Schiavi nei Territori del Nord-Ovest; il lago Athabasca nelle province di Alberta e Saskatchewan; il lago Winnipeg e il lago Manitoba e il lago Mistassini nella provincia di Québec.
I principali fiumi canadesi sono il San Lorenzo, emissario dei Grandi Laghi, che sfocia nel golfo omonimo (vedi Golfo di San Lorenzo); l'Ottawa e il Saguenay, principali affluenti del San Lorenzo; il Saint John, che confluisce nella Baia di Fundy, tra la Nuova Scozia e il Nuovo Brunswick; il Saskatchewan, che forma il lago Winnipeg, e il Nelson, che da questo lago raggiunge la baia di Hudson; il sistema formato dai fiumi Athabasca, Peace, Slave e Mackenzie, che sfociano nel Mar Glaciale Artico; l'alto corso dello Yukon, che attraversa l'Alaska e raggiunge il mare di Bering; il Fraser e il corso alto del Columbia, che sfociano nell'Oceano Pacifico.

### Clima
Le temperature medie estive e invernali del Canada variano a seconda della porzione di territorio cui si fa riferimento. Gli inverni sono molto rigidi nella maggior parte delle regioni del Paese, particolarmente nell'entroterra dove le temperature medie durante tale periodo oscillano intorno ai −15 °C, con picchi sotto i −40 °C. Nello Yukon le medie di gennaio arrivano a −34 °C con un record di −59 °C (2ª temperatura minima in Nord America dopo Prospect Creek in Alaska con i suoi −62,1 °C). Nell'entroterra il suolo è coperto dalla neve da 3 a 5 mesi l'anno per le regioni meridionali; il manto nevoso copre il suolo per 6 mesi nelle zone centrali e 7 o 8 mesi al nord. Nei punti più settentrionali la neve è perenne.
La costa occidentale del Canada gode di inverni meno rigidi dell'interno e piovosi, con temperature medie in gennaio anche superiori a 0 °C. Le precipitazioni nevose sono discontinue e non durano più di due settimane. La costa orientale fino al 50º parallelo ha un clima continentale (circa −7 °C a gennaio e 22 °C a luglio), dal 50º al 58º parallelo ha un clima subartico, con inverni freddi (medie di gennaio da −10 °C a −21 °C) ed estati fresche (medie di luglio tra i 12 °C e i 20 °C). A nord del 58º parallelo il clima è artico a causa della corrente fredda del Labrador: nessun mese ha medie superiori a 10 °C, quelle di gennaio arrivano a −24 °C, vi sono gli orsi polari, vi crescono solo muschi e licheni, le medie sono sotto zero per otto mesi. Nell'interno del Labrador il clima è circa dello stesso tipo per la latitudine ma gli inverni sono un po' più freddi e le estati un po' più calde (Kuujiiaq, circa 58° N, di gennaio ha temperature estreme di −19 °C/−28 °C e di luglio di 5 °C/17 °C; in altre località a gennaio si arriva a −28 °C di media).
D'estate nelle regioni costiere le temperature più alte si aggirano intorno ai 20 °C, mentre all'interno le temperature medie estive variano tra i 25 e i 30 °C con punte di 40 °C.
Secondo un rapporto commissionato dal governo, il riscaldamento climatico in Canada è due volte più veloce che nel resto del mondo. Secondo gli esperti che hanno scritto il rapporto, il riscaldamento globale "aumenterà la gravità delle ondate di calore e contribuirà ad aumentare il rischio di siccità e incendi boschivi. Sebbene le inondazioni interne siano il risultato di molteplici fattori, precipitazioni più intense aumenteranno il rischio di inondazioni nelle aree urbane.

## Società

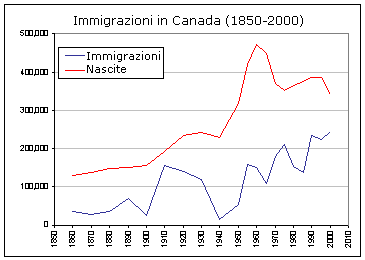
Nuovi nati e immigrati, serie storica dal 1850 al 2000

Il 75% del popolo canadese abita a meno di 330 chilometri dalla frontiera con gli Stati Uniti, un confine non presidiato militarmente e la più lunga tra le frontiere nel mondo, estesa per oltre 8000 km.
Della popolazione nata nel Canada (84% del totale che ammonta nel 2011 a 33 400 000 unità), poco più della metà (circa 17 milioni) è di origini britanniche, il 34% è di origini francesi (11,5 milioni). Si sono inoltre insediate una ventina di popolazioni diverse, tra cui tedeschi (900 000), italiani (700 000), ucraini (420 000), olandesi (352 000), polacchi (222 000). Per quanto riguarda la popolazione immigrata, oltre un milione proviene dalla Gran Bretagna e circa 280 000 dagli Stati Uniti. La maggioranza dei canadesi parlanti francese abita nella provincia del Québec, costituendone circa l'80% della popolazione.
La popolazione indigena canadese è costituita da algonchini, irochesi, cayuga, inuit, che costituiscono circa il 5% della popolazione totale. Le popolazioni di origine africana sono presenti in minima parte (circa l'1%). Tra gli anni settanta e ottanta del Novecento si verificò un notevole aumento di popolazione asiatica (circa l'8% della popolazione totale), che per due terzi vive in Ontario e nella Columbia Britannica. Oggi il Paese ha uno dei più alti tassi di immigrazione al mondo, soprattutto di rifugiati; molti immigrati si trovano nelle città maggiori.

### Demografia Canadese

#### Immigrazione
Dopo la sua prima colonizzazione il Canada ha ricevuto varie ondate migratorie, che hanno contribuito a renderlo un paese fortemente multiculturale, con importanti e significative minoranze.
Tra il XVII e XVIII secolo a insediarsi furono prevalentemente i coloni francesi con Samuel de Champlain, soprattutto lungo le sponde atlantiche (Acadia) o la valle del fiume San Lorenzo (nell'odierno Quebec). La regione rimase tuttavia fortemente disabitata e in gran parte inesplorata. Nel XIX secolo, con la cessione della Nuova Francia al Regno Unito e l'inizio del dominio britannico, iniziò l'afflusso di coloni di lingua inglese, prevalentemente verso le regioni dei Grandi Laghi, nell'odierno Ontario. Il governo dell'epoca favorì l'insediamento di popolazioni di madrelingua inglese, anche per contrastare e riequilibrare l'influenza del francofono Basso Canada (Quebec).
Importanti ondate migratorie provenienti dall'Europa si ebbero poi nei primi del Novecento e negli anni cinquanta.
La modifica della legge sull'immigrazione (l'Immigration Act del 1976) ha nella sostanza aperto le porte a nuovi flussi provenienti dai paesi non europei. Negli anni ottanta prima, e dall'inizio del nuovo millennio poi, si stimano tra i 225 000 e i 275 000 il numero dei nuovi ingressi annui.
Le varie immigrazioni succedutesi nel corso della storia del paese (e in parte in corso) hanno reso il Canada un paese fortemente variegato dal punto di vista etnico e culturale. Diversamente da altri Paesi (in particolare i vicini Stati Uniti d'America), dove si è affermata nel tempo una forte tendenza all'assimilazione delle varie culture a quella anglosassone, che dovrebbero essere superate per dare vita a un'identità nazionale il più omogenea possibile, in Canada si è invece affermato un modello multiculturale in senso stretto, che tende cioè a offrire maggiori spazi e tutele alle singole culture d'origine, come è esplicitamente sancito nell'Immigration Act. Per descrivere questa realtà multiculturale canadese si usa spesso l'espressione "mosaico culturale", in opposizione al modello statunitense del melting pot (letteralmente: "crogiolo"). Va tuttavia osservato come nel lungo periodo, e di loro spontanea volontà, gli immigrati si riconoscano e si inseriscano in uno dei due modelli culturali storici, ovvero quello francofono e quello anglosassone.

### Etnie
██ Europei (52,5%)
██ Nordamericani (22,9%)
██ Asiatici (19,3%)
██ Indigeni canadesi (6,1%)
██ Neri (3,8%)
██ Latinos (2,5%)
     Canadese
     Inglese
     Francese
     Scozzese
     Tedesca
     Italiana
     Indigena
     Ucraina
     Indiana
     Inuit

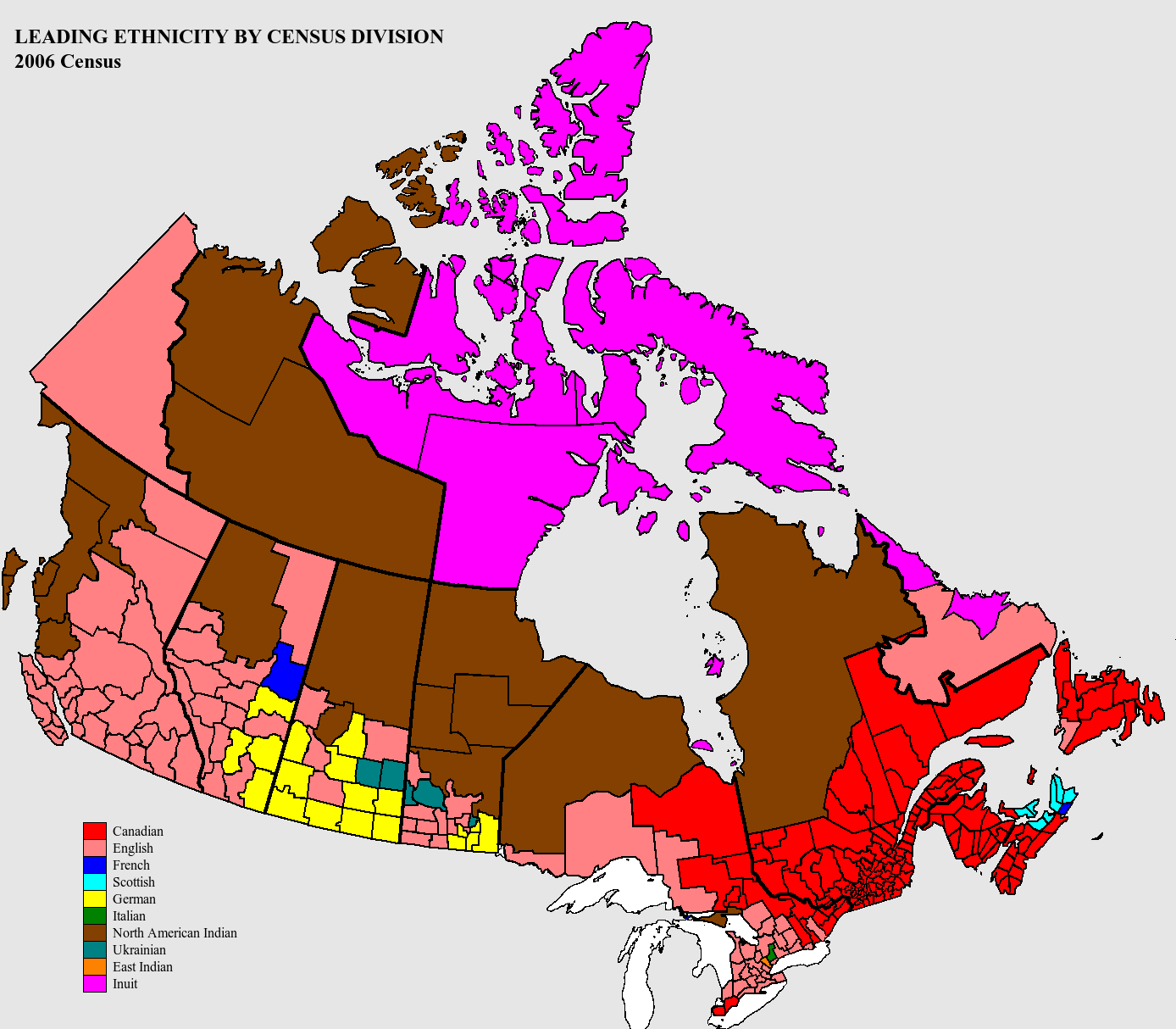
Carta dei gruppi etnici maggioritari del Canada (2006)
Canadese
Inglese
Francese
Scozzese
Tedesca
Italiana
Indigena
Ucraina
Indiana
Inuit

Contando sia le risposte singole sia quelle multiple, le origini etniche in cui i canadesi si identificano più comunemente nel 2016 sono:
| Classifica | Discendenza                                                   | Popolazione | Quota della popolazione totale |
| ---------- | ------------------------------------------------------------- | ----------- | ------------------------------ |
| 1          | canadesi                                                      | 11 136 134  | 32,32%                         |
| 2          | inglesi                                                       | 6 320 085   | 18,3%                          |
| 3          | scozzesi                                                      | 4 799 010   | 13,9%                          |
| 4          | francesi                                                      | 4 670 595   | 13,5%                          |
| 5          | irlandesi                                                     | 4 627 000   | 13,4%                          |
| 6          | tedeschi                                                      | 3 322 405   | 9,6%                           |
| 7          | Indigeni canadesi                                             | 1 807 250   | 5%                             |
| 8          | cinesi                                                        | 1 769 195   | 4,7%                           |
| 9          | italiani                                                      | 1 587 970   | 4,6%                           |
| 10         | indiani                                                       | 1 374 710   | 4%                             |
| 11         | ucraini                                                       | 1 359 655   | 4%                             |
| 12         | afrocanadesi                                                  | 1 198 540   | 3,5%                           |
| 13         | olandesi                                                      | 1 111 655   | 3,2%                           |
| 14         | polacchi                                                      | 1 106 585   | 3,2%                           |
| 15         | filippini                                                     | 837 130     | 2,4%                           |
| 16         | britannici (senza specificare se inglesi, scozzesi o gallesi) | 644 695     | 1,9%                           |
| 17         | russi                                                         | 622 445     | 1,8%                           |
| 18         | métis                                                         | 600 000     | 1,7%                           |
| 19         | arabi                                                         | 523 235     | 1,5%                           |
| 20         | portoghesi                                                    | 482 610     | 1,4%                           |
| 21         | gallesi                                                       | 474 805     | 1,4%                           |
| 22         | norvegesi                                                     | 463 275     | 1,3%                           |
| 23         | spagnoli                                                      | 396 460     | 1,2%                           |
| 24         | ebrei                                                         | 391 655     | 1,1%                           |
| 25         | statunitensi                                                  | 377 410     | 1,1%                           |

#### I nativi
Gli abitanti originari del Canada appartengono a molti gruppi diversi. Essi fino a poco tempo fa venivano chiamati "Eschimesi", mentre oggi il loro nome è "Inuit" (Inuk o Inuq al singolare): nella loro lingua, l'inuktitut, vuol dire "gente". Sopravvivono basandosi sulle risorse offerte dal mare e con la caccia, praticata mediante tecniche molto avanzate. Talvolta, questi popoli visitavano anche le aree della tundra per sfruttare anche questi territori. Tuttavia, durante la seconda guerra mondiale e la guerra fredda l'Artico assunse un'importanza strategica e ciò portò pesanti modifiche nel loro stile di vita, con il forte impatto con altre culture che portò anche dei salari per gli Inuit. Oggi, vivono quasi tutti in insediamenti, molti dei quali sono sorti durante o dopo la guerra, oppure sono ex-edifici commerciali o scientifici, sebbene molti prediligano ancora il nomadismo. Tuttavia, la tecnologia ha raggiunto anche gli Inuit, che grazie a TV, satelliti e telefoni possono usufruire anche di molte delle comodità della vita moderna. Le città maggiori sono servite da voli frequenti da e per i centri più esterni.

##### I primi popoli
Gli altri nativi del Canada sono i cosiddetti "primi popoli", una volta noti come "Indiani d'America". Essi, pur appartenendo a etnie diverse con lingue e culture altrettanto diverse, hanno in comune alcuni obiettivi, come quello di strappare al sistema federale il controllo sul sistema scolastico, al fine di istituire scuole gestite dai popoli locali a salvaguardia delle loro lingue e culture. Molti esponenti indigeni vedono nell'azione politica l'unico modo per riscattare alcune ingiustizie subite nel passato.
L'assemblea dei primi popoli è presieduta da un Grande Capo eletto e fa da portavoce alle istanze di tutte le popolazioni indigene. Essa ha portato all'attenzione dei dibattiti politici problemi come l'alcolismo, la tossicodipendenza e la violenza che sono autentiche piaghe in queste popolazioni.

### Religione
Secondo il censimento della popolazione del 2021, l'orientamento religioso dei canadesi è così suddiviso:
- Cristiani: 53,3%
  - Cattolici: 29,9%
  - Protestanti: 21,7%
  - Ortodossi: 1,7%
- Musulmani: 4,9%
- Induisti: 2,3%
- Sikh: 2,1%
- Buddisti: 1,0%
- Ebrei: 0,9%
- Atei e agnostici: 34,6%
- Altre religioni: 0,8%

Fra i protestanti la Chiesa unita del Canada, costituitasi nel 1925, con circa 1 200 000 fedeli (censimento 2021), è la più numerosa.

### Lingue
Il 60% circa dei canadesi è di lingua madre inglese e circa il 24% di madrelingua francese. Gli altri hanno come madrilingue altri idiomi europei (tedesco e italiano soprattutto) e solo il 2% circa delle lingue parlate sono autoctone (inuit e native americane). In Canada sono riconosciute due lingue ufficiali: l'inglese e il francese. Nel Territorio del Nunavut sono riconosciute undici lingue ufficiali: oltre all'inglese e al francese, nove lingue indigene. L'inglese è la lingua più parlata mentre il francese è parlato diffusamente nelle province del Québec, del Nuovo Brunswick e nella parte nord-orientale della provincia dell'Ontario (Canada francese); inoltre comunità francofone minori sono disseminate nel territorio delle altre province. L'inglese è parlato nel resto del Canada, ma vi sono comunità anglofone anche nelle province francofone. I cittadini canadesi imparano entrambe le lingue a scuola, sebbene molti di loro parlino abitualmente una sola delle due lingue.
| Anno | Popolazione totale | Inglese             | Francese           | Più di una lingua | Altre lingue       |
| ---- | ------------------ | ------------------- | ------------------ | ----------------- | ------------------ |
| 1951 | 14 050 000         | 8 280 800 (59,1%)   | 4 068 800 (29,0%)  |                   | 1 659 800 (11,8%)  |
| 1961 | 18 271 000         | 10 660 500 (58,5%)  | 5 123 200 (28,1%)  |                   | 2 454 600 (13,5%)  |
| 1971 | 21 962 032         | 12 967 400 (60,1%)  | 5 792 700 (26,9%)  |                   | 2 808 200 (13,0%)  |
| 1981 | 24 819 915         | 14 784 800 (61,4%)  | 6 177 800 (25,7%)  |                   | 3 120 900 (13,0%)  |
| 1991 | 28 037 420         | 16 311 200 (60,4%)  | 6 562 100 (24,3%)  |                   | 4 120 800 (15,3%)  |
| 1996 | 28 846 761         | 16 890 615 (58,6%)  | 6 636 660 (23,0%)  | 107 945 (0,4%)    | 4 598 290 (15,9%)  |
| 2001 | 30 007 094         | 17 572 170 (58,6%)  | 6 741 955 (22,4%)  | 381 140 (1,3%)    | 5 202 240 (17,3%)  |
| 2006 | 31 241 030         | 17 882 775 (57,2%)  | 6 817 650 (21,8%)  | 392 765 (1,3%)    | 6 147 840 (19,7%)  |
| 2011 | 33 476 688         | 18 858 980 (56,9%)  | 7 054 975 (21,3%)  | 639 540 (1,9%)    | 6 567 685 (19,8%)  |
| 2016 | 35 151 728         | 19 460 855 (55,97%) | 7 166 700 (20,61%) | 818 640 (2,35%)   | 7 321 070 (21,06%) |

## Ordinamento dello Stato
Il Canada è uno Stato federale, istituito come dominio nel 1867, e dal 1926 appartenente al Commonwealth.
Il Canada è una delle federazioni più decentralizzate al mondo. Inizialmente inteso dai fondatori come uno Stato centralizzato, il progetto slittò presto verso un modello federale, e nel XX secolo le province si imposero per un maggiore trasferimento dei poteri a loro favore. La costituzione odierna sancisce a province e territori poteri molto ampi ed estesi su numerose componenti chiave dell'amministrazione, come il sistema sanitario, l'istruzione, i trasporti e le risorse naturali. Il governo federale mantiene il controllo di alcune funzioni come la difesa.

### Costituzione
Possiede una nuova Costituzione, dal 17 aprile 1982.

### Suddivisioni amministrative
Il Canada è una federazione composta da dieci province e tre territori. A loro volta, queste possono essere raggruppate in tre regioni principali: Canada occidentale, Canada settentrionale e Canada orientale, quest'ultima suddivisibile in Canada atlantico e Canada centrale. Le province hanno maggiore autonomia rispetto ai territori, con responsabilità per i programmi sociali come l'assistenza sanitaria, l'istruzione e il welfare. Nel loro complesso le province ricevono una quota di entrate fiscali maggiore rispetto al governo federale, un'organizzazione quasi unica tra le federazioni di tutto il mondo. Utilizzando i suoi poteri di spesa, il governo federale può avviare politiche nazionali in aree provinciali, come ad esempio il Canada Health Act. Pagamenti di equalizzazione sono attuati dal governo federale per garantire una ragionevole uniformità negli standard di servizi e fiscalità tra le province più ricche e quelle più povere.
Province
- Columbia Britannica
- Alberta
- Saskatchewan
- Manitoba
- Ontario
- Quebec
- Nuovo Brunswick
- Nuova Scozia
- Isola del Principe Edoardo
- Terranova e Labrador

Territori
- Yukon
- Territori del Nord-Ovest

Suddivisione del Canada in province e territori

- Nunavut

### Città principali
La capitale Ottawa (Ontario) è soltanto la quarta città per numero di abitanti dopo Toronto (Ontario), Montréal (Quebec) e Vancouver (Columbia Britannica). Di seguito sono elencate le 20 aree metropolitane più popolose.

### Istituzioni

#### Istruzione

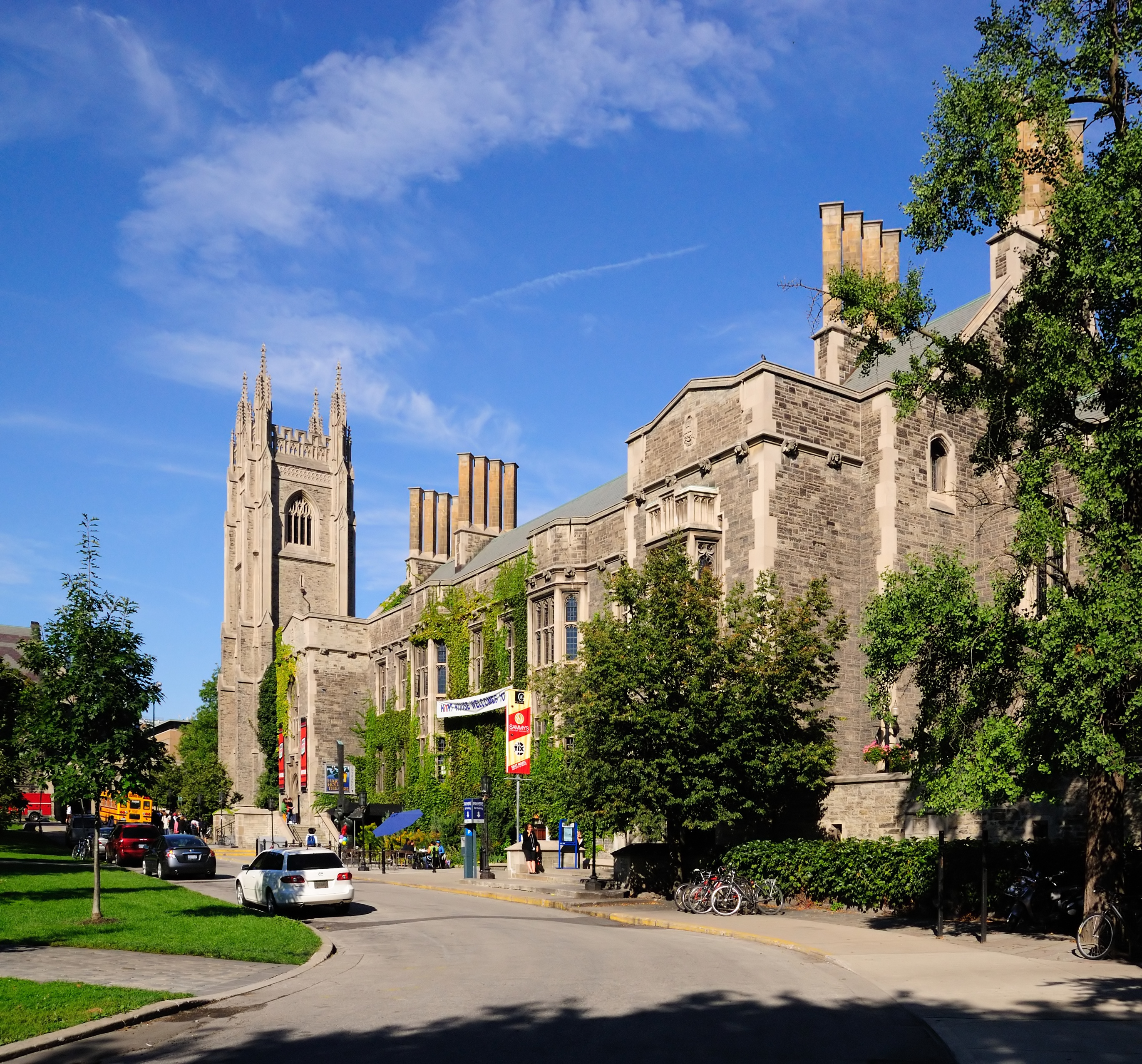
Università di Toronto

Secondo l'impostazione federalista, in Canada non esiste un sistema di istruzione nazionale uniforme; tuttavia, le scuole terziarie sono soggette a un controllo di qualità attuato dallo Stato unitario e la maggior parte delle università canadesi sono membri dell'Association of Universities and Colleges of Canada (AUCC): in questo modo, il loro livello è generalmente considerato equilibrato.
Le province e i territori sono esclusivamente responsabili per l'istruzione e non vi è alcun ministero. Pertanto, a seconda della provincia, vi è una differente età per l'entrata nel sistema scolastico (quinto o sesto anno di età) e una differente durata della scuola primaria (fino alla 6ª o 7ª classe). La scuola secondaria (nota come École polyvalente) comprende, in un'unica soluzione, la scuola media di tre anni (istruzione secondaria) e la scuola superiore. Il 2% degli istituti scolastici è privato, di cui la maggior parte è di proprietà degli enti ecclesiastici. Circa il 10% degli studenti frequenta una scuola privata. Il livello di prestazioni delle scuole private è stato stimato nel 2006 come molto alto.

#### Università
Mentre la frequenza scolastica è gratuita, l'università prevede il pagamento di tasse variabili. Tra le più di 80 università, l'Università di Toronto e l'Università di Montréal sono tra le più grandi. La più antica, l'Università Laval, a Québec, è un istituto gesuita ed è stato fondato nel 1663: effettivamente l'Università Laval venne istituita nel 1852, ma ha le sue radici come Seminario del Québec nel 1663 fondato dal vescovo francese François de Montmorency-Laval. Solo nel 1818 è stata fondata la prima università laica in Canada: l'Università Dalhousie di Halifax, seguita dalla McGill University di Montréal (1821) e dall'Università di Toronto (1827).

#### Sistema sanitario
È un servizio sanitario nazionale universalistico, con integrazioni private chiamato single-payer health care, un tipo di assistenza sanitaria che copre i costi essenziali per tutti i residenti, ma inferiori ai sistemi sanitari completi del tipo italiano o nordico di welfare.

#### Forze armate e rapporti internazionali

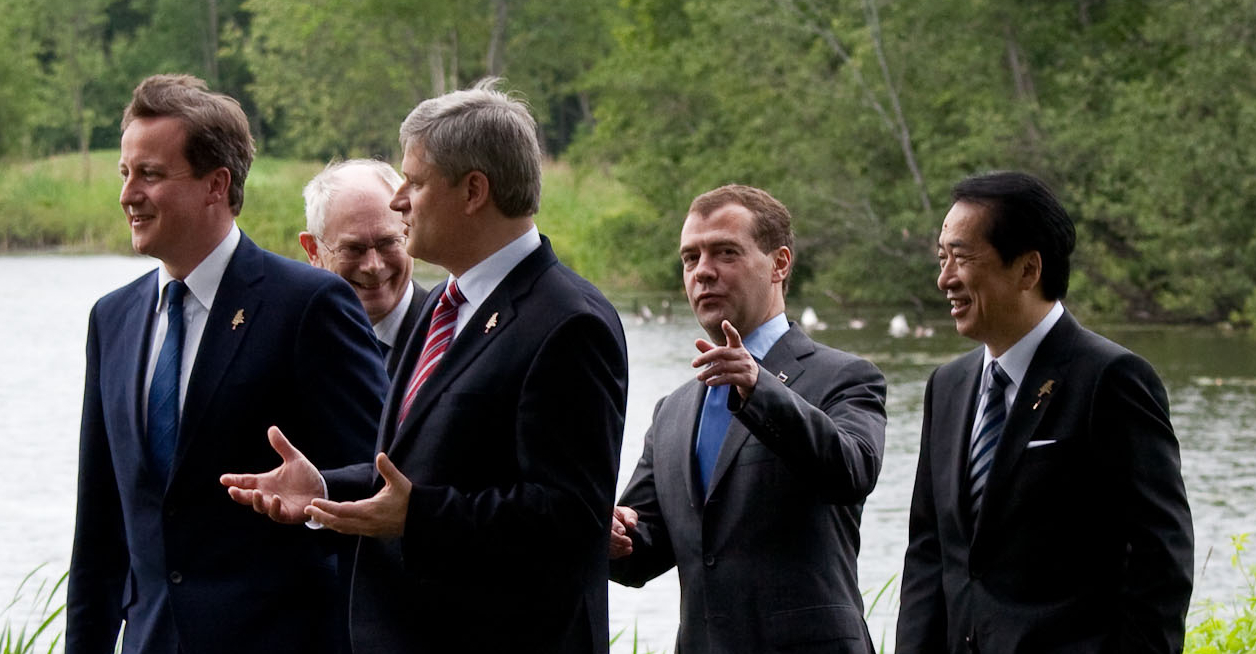
David Cameron e Stephen Harper (davanti) con Herman Van Rompuy, Dmitrij Medvedev e Naoto Kan (dietro) al summit del G8 nel Distretto Municipale di Ontario, il 25 giugno 2010

Al 2015 il Canada contava una forza militare composta da 68 250 persone, tra professionisti e volontari, e circa 51 000 riservisti. Le Forze Canadesi unificate (CF) comprendono l'esercito (Canadian Army), la marina (Royal Canadian Navy) e l'aeronautica (Royal Canadian Air Force). Nel 2013, la spesa militare del Canada è stata pari a circa 19 miliardi di dollari canadesi, pari a circa l'1% del PIL del paese.
Il Canada e gli Stati Uniti condividono la più lunga frontiera indifesa del mondo, co-operando su campagne militari e sulle esercitazioni e sono reciprocamente i più grandi partner commerciali. Tuttavia, il Canada ha una politica estera indipendente, in particolare ha mantenuto rapporti completi con Cuba dal 1961 al 2014 e non ha partecipato all'invasione dell'Iraq nel 2003. Il Canada mantiene anche storici legami verso il Regno Unito e la Francia e ad altre ex colonie britanniche e francesi, attraverso l'adesione al Commonwealth delle nazioni e all'Organizzazione internazionale della francofonia. È noto che il Canada intrattenga buoni rapporti con i Paesi Bassi, in parte per via del suo contributo alla liberazione olandese durante la seconda guerra mondiale.
Il forte attaccamento del Canada all'Impero britannico e al Commonwealth ha portato a una consistente partecipazione agli sforzi militari britannici durante la seconda guerra boera, la prima guerra mondiale e la seconda guerra mondiale. Da allora, il Canada è stato un sostenitore del multilateralismo, compiendo sforzi per risolvere i problemi globali in collaborazione con le altre nazioni. Il Canada è stato un membro fondatore delle Nazioni Unite nel 1945 e della NATO nel 1949. Durante la guerra fredda, ha contribuito fortemente nelle forze ONU nella guerra di Corea e, in collaborazione con gli Stati Uniti d'America, ha fondato il Comando di Difesa Aerospaziale del Nord America (NORAD), per la difesa contro potenziali attacchi aerei da parte dell'Unione Sovietica.

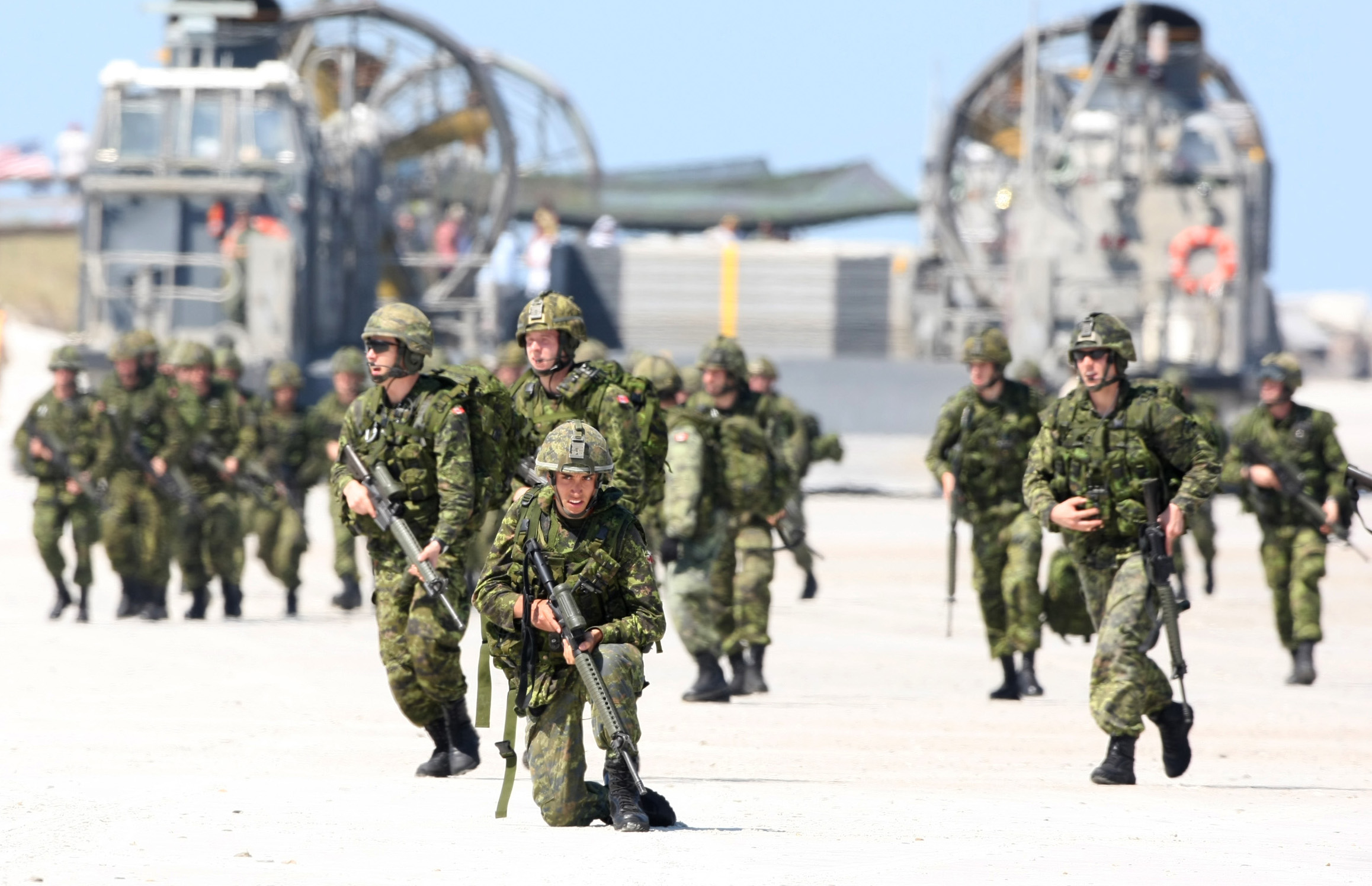
Soldati canadesi del 22° Royal Regiment, in Florida durante le esercitazioni UNITAS nell'aprile 2009

Durante la crisi di Suez del 1956 il futuro primo ministro Lester B. Pearson ha alleviato le tensioni proponendo l'intervento di una forza di pace delle Nazioni Unite, per la quale è stato insignito del premio Nobel per la pace nel 1957. Per quanto questa sia stata la prima missione di peacekeeping delle Nazioni Unite, Pearson è spesso accreditato come l'inventore del concetto. Il Canada ha partecipato a oltre 50 missioni di pace, tra cui tutti gli interventi delle Nazioni Unite fino al 1989, e mantiene forze in missioni internazionali, come in Ruanda e nell'ex Jugoslavia.
Nel 1990 il Canada si è unito all'Organizzazione degli Stati americani (OAS) e nel giugno del 2000 ha ospitato l'Assemblea Generale dell'OAS a Windsor, in Ontario, mentre nel mese di aprile 2001 è stata sede del terzo Vertice delle Americhe a Québec. Il Canada cerca, inoltre, di espandere i suoi legami con le economie delle isole del Pacifico attraverso l'appartenenza al forum Asia-Pacific Economic Cooperation.

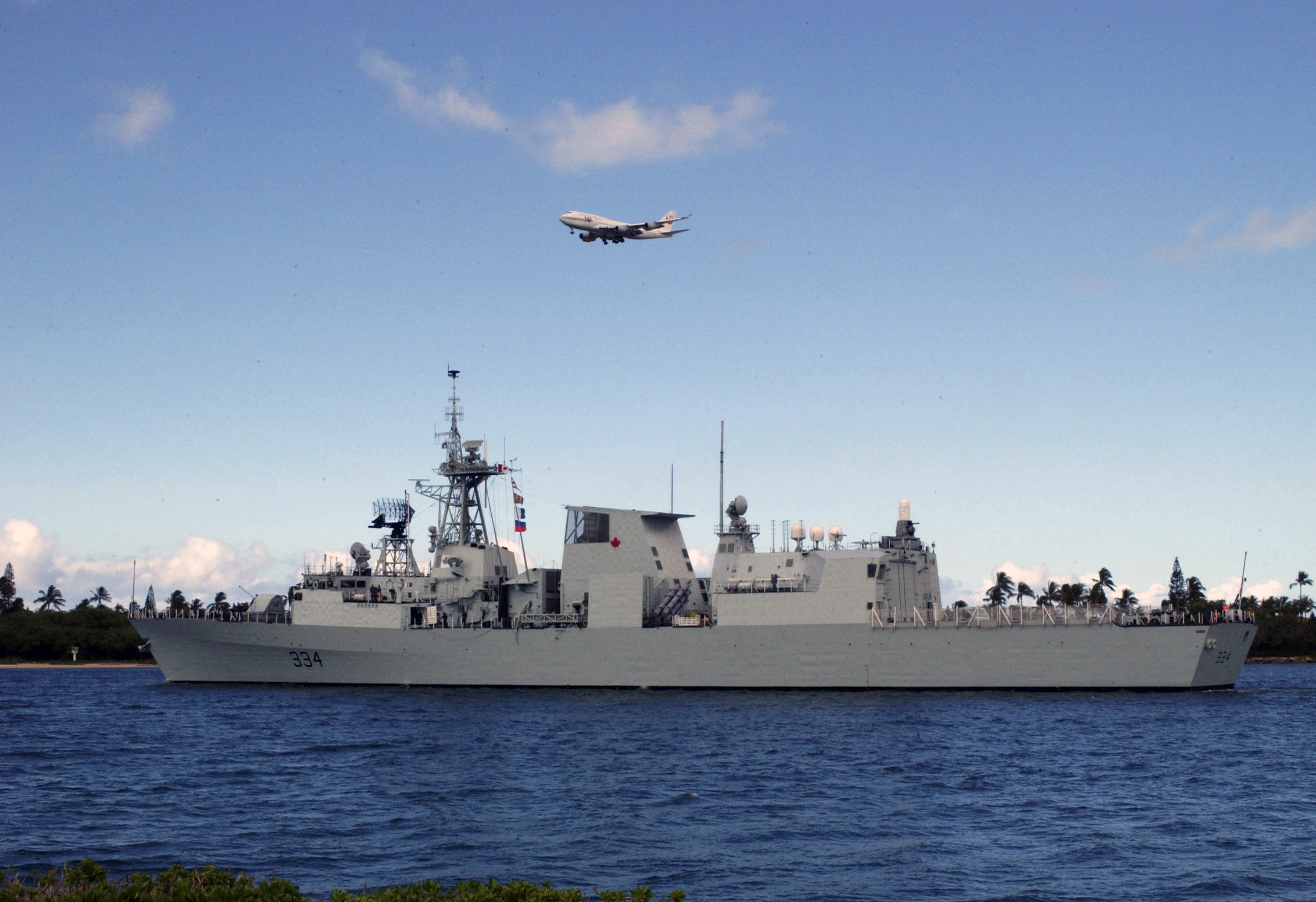
La fregata classe Halifax -HMCS Regina -, una nave da guerra della Royal Canadian Navy, nei pressi delle Hawaii durante le esercitazioni RIMPAC del 2004

Nel 2001 il Canada ha schierato truppe in Afghanistan nel quadro della forza di stabilizzazione degli Stati Uniti e secondo l'autorizzazione delle Nazioni Unite, guidando la NATO International Security Assistance Force. In 10 anni di missione, il Canada ha perso 158 soldati, un diplomatico, due operatori umanitari e un giornalista, spendendo una cifra di circa 11,3 miliardi di dollari canadesi.
Nel febbraio 2007 il Canada, l'Italia, il Regno Unito, la Norvegia e la Russia hanno annunciato il loro impegno comune a un progetto da 1,5 miliardi di dollari per aiutare a sviluppare vaccini per i paesi in via di sviluppo, e ha invitato altri paesi a unirsi a loro. Nel mese di agosto 2007, rivendicazioni territoriali del Canada nell'Artico sono state contestate dopo una spedizione sottomarina russa al Polo nord; il Canada ha ritenuto che tale area fosse territorio sovrano dal 1925. Tra marzo e ottobre 2011, le forze canadesi hanno partecipato a un intervento della NATO mandato ONU nella guerra civile libica del 2011. A partire dal 2014, le unità terrestri e aeree canadesi si sono unite agli sforzi internazionali per sconfiggere l'insurrezione dello Stato Islamico in Iraq.

## Politica

Il logo del Canada utilizzato nei siti ufficiali

Il Canada è una monarchia costituzionale con Carlo III Re del Canada come capo di Stato. Il paese è una democrazia parlamentare con un sistema federale di forti tradizioni democratiche. La Costituzione è la legge suprema del paese, e consta di un testo scritto e di convenzioni non scritte La Constitution Act del 1867 (in linea di principio creata su modello di quella del Regno Unito), sanciva una divisione di poteri tra il governo federale (centrale) e il governo provinciale; lo statuto di Westminster del 1931 dava la piena autonomia al Canada; e la Constitution Act del 1982, in aggiunta alla Carta Canadese dei Diritti e delle Libertà, garantisce i diritti e le libertà fondamentali, che non possono essere ignorati da qualsiasi livello del Governo.
Come in tutti i sistemi parlamentari, il potere esecutivo pur essendo costituzionalmente attribuito al monarca, in pratica è esercitato dal Consiglio dei ministri (Cabinet) presieduto dal Primo Ministro. Formalmente, il Consiglio è retto dal rappresentante del Re, il Governatore Generale, che assume le prerogative regali quando il Re non si trova sul suolo del Canada. Il Governatore è altresì Comandante in capo delle Forze armate canadesi. È nominato dal Re su consiglio del Primo Ministro. Rideau Hall è la residenza principale a Ottawa, e la Citadelle de Québec è la sua residenza nella città di Québec.
Il vero detentore del potere esecutivo è il Primo Ministro, solitamente il leader del partito politico che ottiene la fiducia della Camera dei Comuni, è nominato dal Governatore Generale, sulla base del risultato elettorale. Il leader del secondo partito più rappresentato diviene il leader dell'opposizione. Mary Simon è l'attuale Governatore Generale, ed è in carica dal 26 luglio 2021; Mark Carney, leader del Partito Liberale del Canada è entrato in carica come Primo Ministro il 14 marzo 2025.

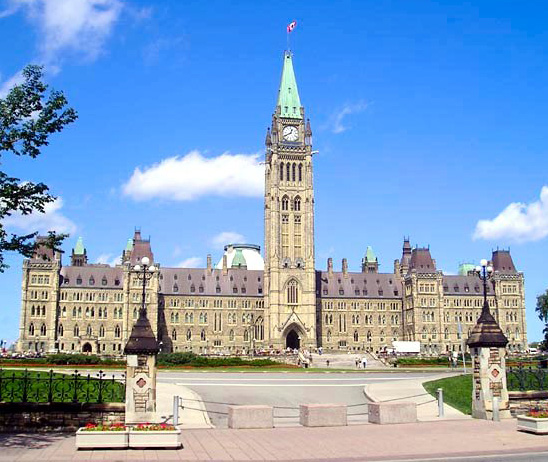
Parliament Hill, sede del Parlamento canadese a Ottawa

Il potere legislativo è esercitato dal parlamento federale, composto da due camere (houses): la Camera dei Comuni (eletta) e il Senato (nominato). Il Re ha il potere di firma delle leggi (promulgazione), che teoricamente potrebbe rifiutare, potere in realtà mai usato. Formalmente essa partecipa al procedimento di formazione legislativa. Ogni membro della Camera dei Comuni è eletto con la maggioranza dei voti all'interno del proprio distretto elettorale; le elezioni generali sono indette dal Governatore Generale, su consiglio del Primo Ministro o quando il Governo perde la fiducia del Parlamento. Non vi è alcun termine minimo per la durata del Parlamento, mentre una nuova elezione deve essere indetta entro cinque anni delle ultime elezioni generali. I membri del Senato, i cui seggi sono attribuiti su base regionale, sono scelti dal Primo Ministro e sono formalmente nominati dal Governatore Generale, fino all'età di 75 anni. L'organo legislativo ha la sua sede sulla Collina del Parlamento, dove si trovano gli edifici parlamentari.
Il Canada ha avuto un'alternanza tra governi formati da due partiti nel corso del XX secolo: il Partito Conservatore Progressista, di centro-destra, e il Partito Liberale, di centro-sinistra. Fino agli anni ottanta, entrambi i partiti sono stati favorevoli a un significativo intervento dello Stato nell'economia, finché l'elezione di Brian Mulroney, a Primo Ministro ha sancito la svolta dei Conservatori Progressisti a favore di privatizzazioni, meno regolamentazione e meno tasse per le imprese e per i più abbienti. Con il ritiro di Mulroney nel 1993, il suo partito ha però subito un tracollo di voti e di seggi alla Camera dei Comuni, consentendo ai Liberali di tornare al governo, contando soprattutto sulla propria supremazia in Ontario.
Il terzo partito è stato tradizionalmente il Nuovo Partito Democratico, collocato a sinistra dello spettro politico. Negli anni novanta questo partito, così come i conservatori progressisti, hanno subito un'emorragia di voti e seggi a favore dei partiti regionali nati in quel periodo: il Blocco del Québec, favorevole all'indipendenza del Canada francese e collegato al Partito del Québec presente solo nel Parlamento provinciale; e il Partito Riformatore del Canada, con base nel Canada occidentale, conservatore e ostile a concessioni a favore del Québec, che nel 2000 ha assunto il nome di Alleanza Canadese, rispecchiando l'intento di unificare tutto l'elettorato di destra. L'Alleanza Canadese nel 2003 si è fusa con i conservatori progressisti, dando vita al Partito Conservatore del Canada (al governo dal 2006). Il Partito Verde del Canada non ha ottenuto rappresentanza in Parlamento, ma ha comunque raccolto una quota significativa dei voti alle elezioni nazionali.

## Economia

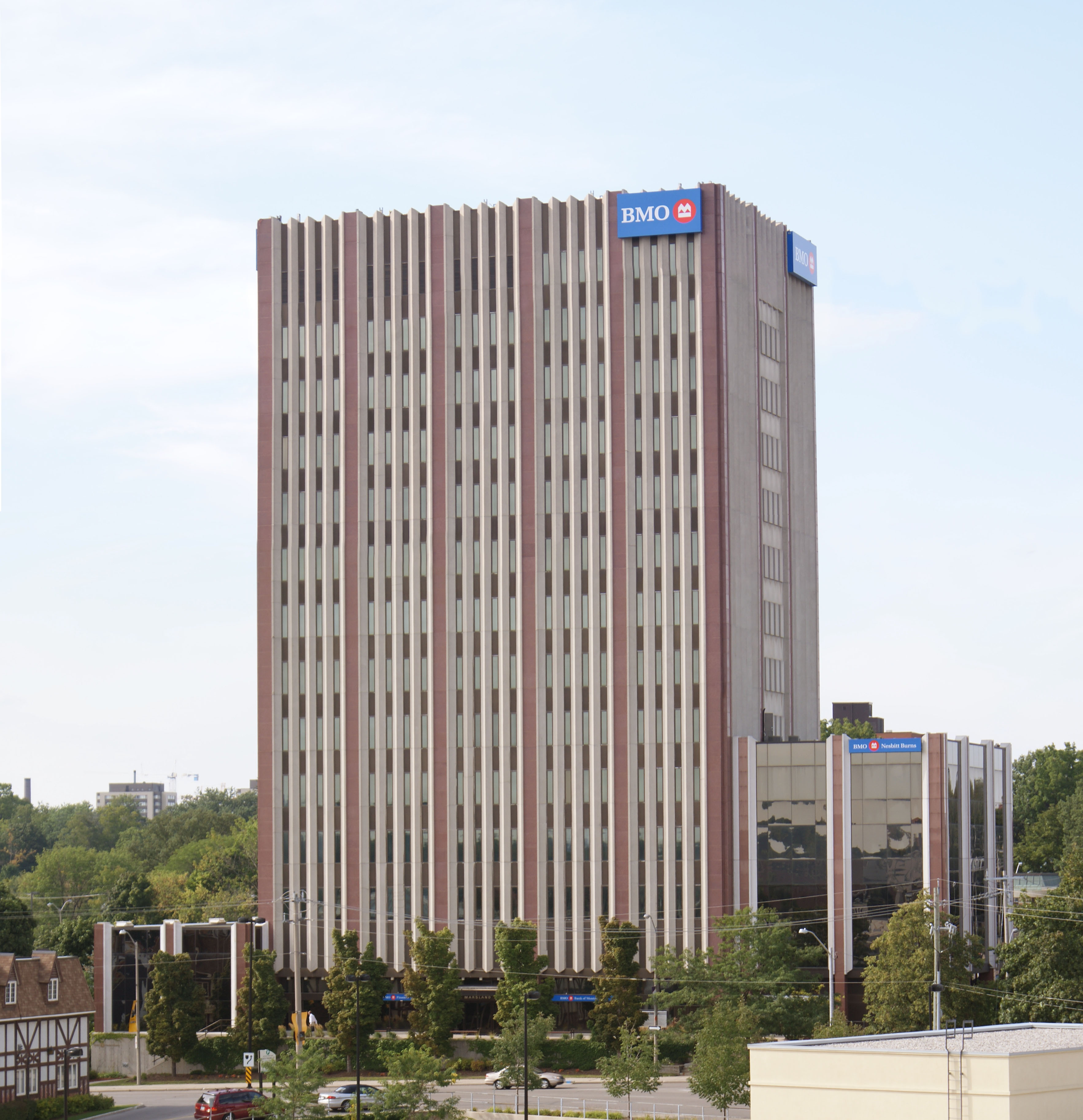
Sede della Bank of Montréal a Waterloo

L'economia del Canada, membro del G8, dell'OCSE e della NAFTA, è una delle più forti nel mondo, ed è tuttora in forte espansione, avendo subito solo marginalmente la crisi del 2008, che invece ha colpito duramente i vicini Stati Uniti. Secondo un rapporto dell'FMI il Canada, trainato dall'export di materie prime, ha aggirato l'ostacolo crisi mantenendo intatto e robusto il settore immobiliare e continuando a crescere a ritmi molto sostenuti sin dal principio. Anche il tasso di disoccupazione si mantiene basso.
Il paese è tra i primi per prodotto interno lordo, e storicamente il suo indice di sviluppo umano è uno dei più alti in assoluto, costantemente superiore a quello degli stessi Stati Uniti. È per eccellenza, insieme alla Russia, la superpotenza estrattiva del pianeta; infatti nel sottosuolo sono presenti in grandi quantità praticamente tutti i metalli della crosta terrestre, oltre a enormi giacimenti di petrolio (con le sabbie bituminose dell'Alberta il Canada è da considerarsi tra i primissimi produttori petroliferi mondiali, subito dopo l'Arabia Saudita), gas naturale, fosfati, carbone e uranio (primo produttore al mondo). Conseguentemente Il paese è sede di alcune delle maggiori industrie minerarie mondiali come la Barrick Gold (maggior estrattore mondiale di oro), la Cameco (maggior estrattore mondiale di uranio), la Rio Tinto Alcan (numero 1 al mondo nella estrazione e produzione di alluminio), la Potash One (maggior produttore mondiale di potassio) e altre numerose compagnie minerarie e petrolifere tra le prime al mondo.
La superpotenza mineraria canadese negli ultimi tempi ha attirato il fortissimo interesse asiatico e soprattutto della Cina, che con lo sviluppo economico degli ultimi anni sta ripetutamente tentando di abbattere la supremazia delle mining corps canadesi, per destabilizzare pesantemente il mercato dei minerali e del petrolio (soprattutto sabbie dell'Alberta), in attesa di prenderne possesso come dominatore. Tuttavia per ora le majors canadesi mantengono la loro supremazia.
Inoltre a seguito della crisi delle terre rare (chiusura delle esportazioni da parte della Cina), il Canada, grazie ai giacimenti intorno alla baia di Hudson sembra l'unico paese a poter far fronte al blocco cinese. Il settore primario ha nella cerealicoltura e nello sfruttamento delle risorse forestali i suoi punti di forza. L'industria e le attività terziarie sono molto sviluppate.
Nel settore agricolo, si coltivano in particolare orzo, mais, frumento, patate, avena, colza, girasole e soia. Importante è anche l'allevamento, specie di bovini. I pescosi mari attorno a Terranova sostengono un settore ittico attivo ed efficiente.

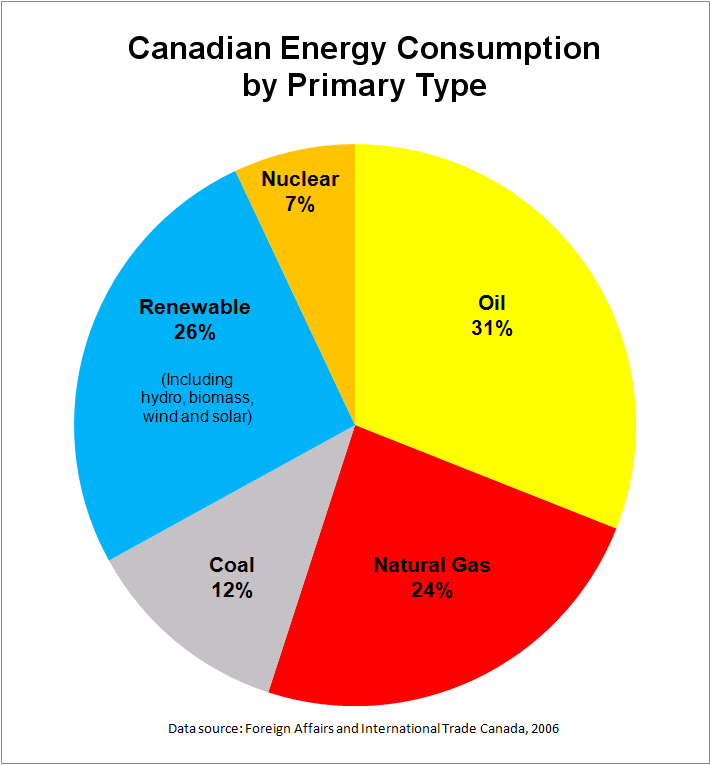
Fonti di energia in Canada

Il Canada è al primo posto, a livello mondiale, anche nella produzione di energia idroelettrica e ne esporta circa il 14% negli Stati Uniti. Dei 566,3 miliardi di kWh prodotti nel 2003, il 67% è generato da centrali idroelettriche, il 7% da centrali a combustione, il 14% dalle centrali nucleari (attive 19 centrali) e poco più del 12% dalle centrali a fonti alternative (solare o eolico).
Discorso a parte va fatto per la provincia del Quebec dove il sistema di dighe costruito sul fiume San Lorenzo assicura una produzione di energia da fonti idriche pari al 61%, mentre la quota delle energie rinnovabili garantisce oltre il 38% dell'energia, rendendo la provincia francofona una delle più virtuose basi di sviluppo delle energie verdi a livello mondiale.
Le industrie principali sono quelle meccaniche (in particolare aeronautica, aerospaziale e automobilistica), quelle tessili e alimentari, la produzione di carta, la lavorazione del ferro e dell'acciaio, la fabbricazione di macchinari ad alta tecnologia e di macchine utensili. Importante è anche l'industria elettronica, legata ai settori militari, aerospaziale, dei trasporti e delle telecomunicazioni (polo di Montréal). Come in tutti i paesi sviluppati, il settore che più contribuisce al reddito nazionale è il terziario (banche, commercio, comunicazione, turismo).
Le esportazioni principali del Canada sono i prodotti di alta tecnologia, le automobili, il petrolio, il gas naturale, il carbone, i metalli in genere, i prodotti agricoli e forestali. I maggiori partner commerciali del Paese sono gli USA, la Gran Bretagna, la Cina e il Giappone.
La principale borsa valori del paese è il Toronto Stock Exchange, con sede a Toronto, ma importante è anche il Montréal Stock Exchange.

### Industria mineraria
L'industria mineraria è fortemente sostenuta dal governo. Il Paese ospita le sedi e le principali filiali della maggior parte delle società minerarie mondiali. La legislazione federale e provinciale incoraggia lo sviluppo del mercato azionario, consentendo forme di divulgazione dei depositi più flessibili che altrove, e la tassazione è favorevole alle imprese. Inoltre, la rete diplomatica canadese fornisce sostegno politico all'estero a qualsiasi società mineraria registrata nel Paese. Il Primo Ministro Stephen Harper (2006-2015) ha dichiarato di voler rendere il Canada uno dei maggiori esportatori di risorse naturali al mondo. È stato criticato per aver deliberatamente indebolito le protezioni ambientali esistenti al fine di favorire l'industria, compresa quella mineraria.

## Ambiente

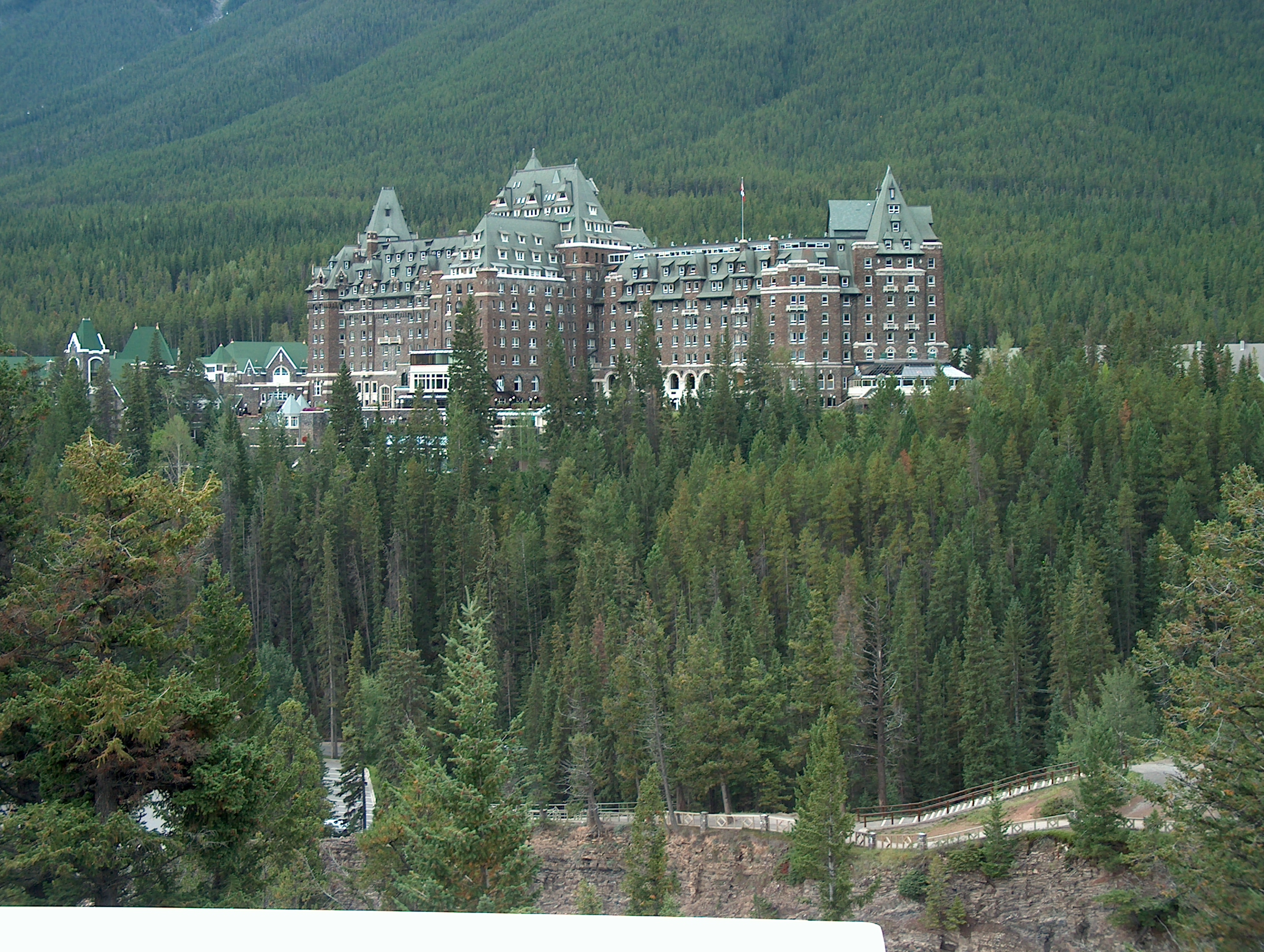
Il Fairmont Banff Springs Hotel nel Banff National Park in Alberta

Nel 2018, gli scienziati avvertono dello scioglimento dei ghiacciai dello Yukon, che è due volte più veloce del previsto e potrebbe avere "conseguenze drammatiche" nella regione. Questa accelerazione ha già provocato cambiamenti nella regione: nel 2016, per mancanza d'acqua, il fiume Slims che alimenta il Kluane Lake è stato completamente prosciugato. Da allora, il livello del lago è sceso, causando la scomparsa di migliaia di pesci.

### Flora
Il Canada ha una vegetazione molto ricca. La tundra ricopre quasi completamente tutte le regioni Artiche, mentre i rilievi degli Appalachi e della Catena Costiera sono ricoperti da foreste di conifere. Nelle Pianure si estendono enormi praterie, dove crescono quasi esclusivamente graminacee. La vegetazione dei versanti orientali delle Montagne Rocciose è molto rada, mentre i versanti occidentali sono coperti da fitte foreste e da lunghe distese di conifere.

### Fauna
La fauna canadese è simile a quella europea e dell'Asia settentrionale. Tra i carnivori ci sono numerose specie di mustelidi (la donnola, l'ermellino, lo zibellino canadese, la martora e il visone). Nelle regioni artiche sono presenti l'orso grizzly, l'orso polare, la volpe, il coyote, la lince, il lupo, il puma e la capra delle nevi. Tra i roditori c'è il castoro che è famoso per le sue dighe, mentre sono diffusi: il riccio, il topo muschiato e la lepre. A sud vivono diverse specie di cervidi: l'antilocapra, il caribù/Renna, wapiti, l'alce. È inoltre presente il bisonte. Le specie di uccelli sono numerose, come: il gheppio, la gru e la poiana. Molto ricca è anche la fauna ittica lungo i litorali e nei laghi e non solo.

## Cultura

### Simboli del Canada
Tra i simboli nazionali del Canada, cioè quei simboli che vengono utilizzati in patria e all'estero per rappresentare il paese e la sua gente, posizione preminente ha l'uso della foglia d'acero il cui utilizzo risale già ai primi anni del XVII secolo. Compare ad esempio nella bandiera, nello stemma, in alcune monete e come logo di numerose compagnie e società.
Da sempre noto come paese molto attento all'ecologia (nonostante alcuni impianti industriali estremamente inquinanti posti a nord della provincia dell'Alberta), il Canada porta con sé una cultura ecologista molto presente nelle coscienze civiche della popolazione.
Oltre ai simboli nazionali posti sugli stendardi rappresentativi, quasi sempre indicanti animali, piante o luoghi naturali, il Canada può fregiarsi di due simboli ecologisti molto importanti:
- Greenpeace, nota organizzazione non governativa che cerca di proteggere l'ambiente ed è stata fondata a Vancouver nel 1971.
- Grey Owl, spesso indicato come il primo ecologista della storia, per molti anni venne creduto un nativo americano, finché alla sua morte non si scoprì che era nativo inglese e aveva volontariamente sposato la causa pellerossa sin da giovane.

E ancora sono da ricordare tra i più rappresentativi simboli nazionali del Canada:
- L'acero.
- La foglia d'acero.
- Il castoro: il castoro fu elevato a simbolo ufficiale del Canada il 24 marzo 1975, quando "la legge che riconosce il castoro (castor canadensis) come simbolo della sovranità del Canada" ricevette l'assenso reale. Il castoro, il più grande roditore del Canada, sopravvive e prospera nel paese grazie alle politiche di conservazione della fauna selvatica. La mascotte delle Olimpiadi di Montréal 1976 era un castoro, Amik, scelto per simboleggiare il duro lavoro per eccellere nello sport.
- Il Gran Sigillo del Canada.
- L'alce.
- La Royal Canadian Mounted Police, i cui membri sono noti come Mounties, o anche Giubbe rosse per la loro uniforme.

| Bandiera del Canada, chiamata l'Unifolié in francese e Maple Leaf Flag in inglese (la Bandiera della Foglia d'Acero) | Bandiera del Governatore generale del Canada | La foglia d'acero, il simbolo canadese più conosciuto nel mondo | Logo utilizzato nei siti ufficiali del Canada |

### Architettura
Fra gli architetti canadesi maggiormente noti si ricordano Hossein Amanat, Louis Bourgeois, James Bradburne, James K. M. Cheng, Arthur Erickson, Frank Gehry, Phyllis Lambert, Moshe Safdie, Fariborz Sahba
- Bay-and-gable
- Grattacieli più alti del Canada
- Vancouverismo

### Patrimoni dell'umanità
Il patrimonio culturale del Canada è testimoniato anche dalla presenza di numerosi siti iscritti nella Lista dei patrimoni dell'umanità dell'UNESCO.

### Arte
In campo artistico nel XX secolo si distinse la figura della pittrice Emily Carr, dallo stile pittorico modernista e post- impressionista, mentre tra il XX e il XXI secolo si distinse Kenojuak Ashevak, importante esponente della moderna arte inuit.

### Letteratura
Nell'ambito di una letteratura canadese bisogna distinguere essenzialmente una letteratura franco-canadese da quella anglo-canadese: tra gli autori più affermati ricordiamo Octave Crémazie, Pauline Johnson, John McCrae, Émile Nelligan, Marie-Claire Blais, Margaret Atwood, Alice Munro, vincitrice del premio Nobel per la letteratura 2013. 
Importante affermazione anche nel romanzo riguardante la letteratura per ragazzi con Lucy Maud Montgomery, nota autrice di Anna dai capelli rossi (1908), (con 50 milioni di copie vendute), da cui sono stati prodotti diversi adattamenti in film, serie tv e fumetti.

### Musica

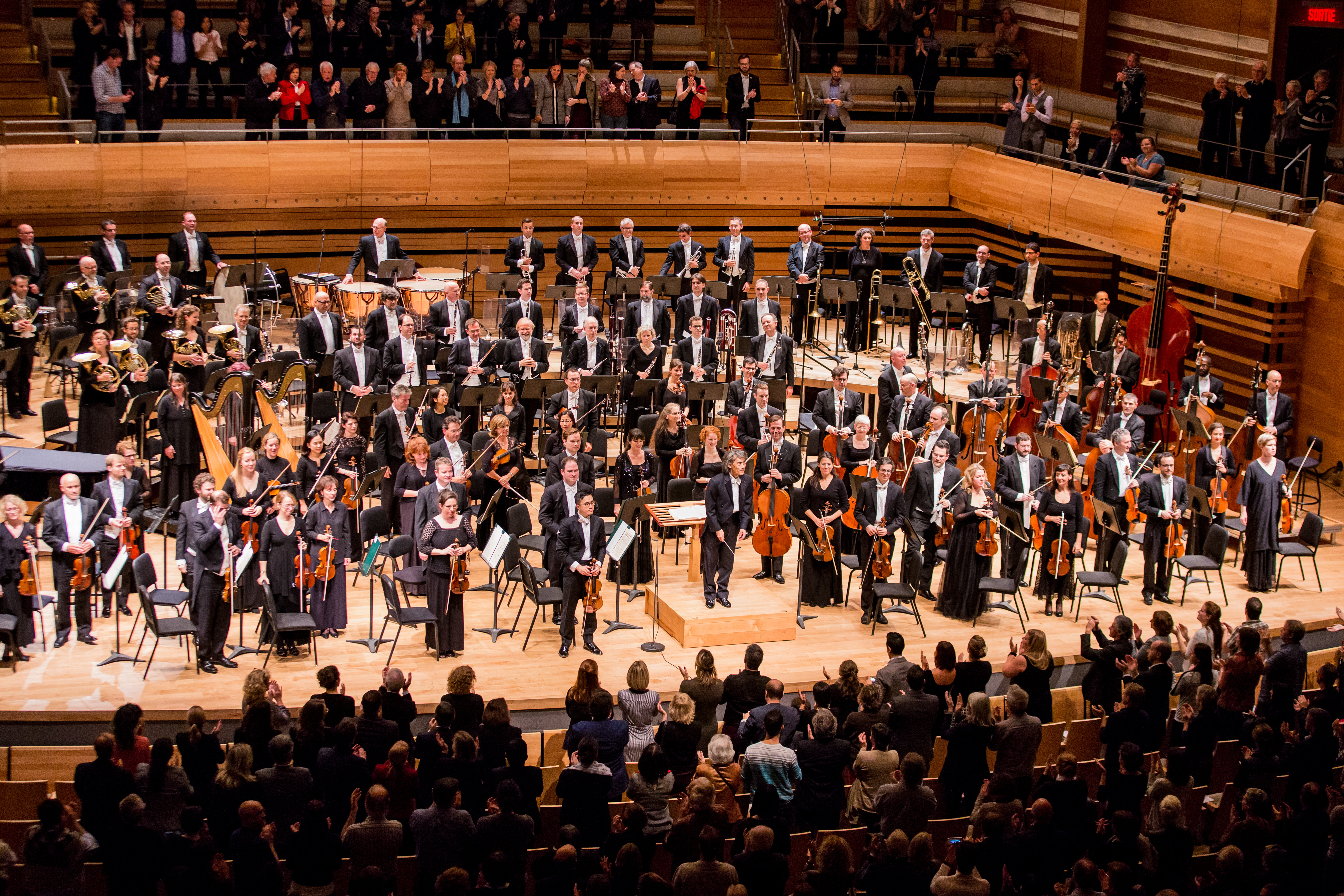
L'Orchestre symphonique de Montréal

Toronto, grande centro urbano del Canada, è la città natale di Glenn Gould (1932-1982), grande pianista e clavicembalista, celebre per le interpretazioni della musica di J. S. Bach.
L'Orchestra Sinfonica di Montréal (Orchestre symphonique de Montréal) è tradizionalmente considerata la migliore del paese, e una delle più premiate del Nord America.
Nel campo della musica barocca l'ensemble Tafelmusik di Toronto è fra i più rinomati al mondo per le sue esecuzioni su strumenti d'epoca delle musiche di J. S. Bach e Antonio Vivaldi, mentre nel jazz canadese lo è il pianista Oscar Peterson.
Canadese è Loreena McKennitt, musicista e cantautrice considerata un'icona della musica eclettico-celtica. Mentre i suoi primi dischi sono prettamente di musica celtica l'artista, grazie anche a una serie di viaggi in Europa e in Oriente, ha successivamente contaminato la musica celtica con nuove suggestioni seguendo il tema delle peregrinazioni delle popolazioni celtiche.
Bryan Adams, rockstar nata a Kingston, nell'Ontario, ha raggiunto popolarità in tutto il mondo agli inizi degli anni 80 con i dischi Cuts Like a Knife e Reckless, in cui è contenuta la hit Summer of '69, e soprattutto nei primi anni 90 con il disco Waking Up the Neighbours, di cui sono state vendute oltre 16 milioni di copie. Adams ha ricevuto un Grammy Award per la hit Everything I Do e tre candidature all'Oscar, e ha collaborato con molti dei più grandi artisti della storia musicale.
Canadese è il paroliere Luc Plamondon, produttore del musical Notre-Dame de Paris. Quattro dei protagonisti originali dello spettacolo sono canadesi: uno del Manitoba (Daniel Lavoie) e tre del Québec (Garou, Luck Mervil e Bruno Pelletier).
È originario di Toronto il cantautore Neil Young che vi nacque nel 1945. Considerato da molti il padre dello stile grunge, è da più di 40 anni sulle scene mondiali. La cantautrice Joni Mitchell nacque invece a Fort Macleod, nella provincia di Alberta. Altro gigante della musica canadese è Leonard Cohen, poeta e romanziere di successo oltre che cantautore colto e amatissimo in tutto il mondo, nato a Montréal.
Nella musica pop hanno ottenuto fama mondiale, tra i tanti, Sarah McLachlan, Nelly Furtado, Carly Rae Jepsen, il cantante Michael Bublé, vincitore di quattro Grammy Awards, Alanis Morissette, vincitrice di numerosi Grammy Awards e Juno Awards, e Céline Dion, vincitrice di un Eurovision Song Contest, dieci Grammy Awards e due premi Oscar ed è ritenuta l'artista canadese di maggior successo della storia della musica. Canadesi sono anche la cantante punk rock Avril Lavigne, diventata famosa negli anni 2000 con album come Under My Skin (2004), il rapper Drake, il giovane Shawn Mendes, oltre a Justin Bieber, uno degli artisti più giovani ad aver raggiunto ll numero 1 nella classifica Hot 100 di Billboard, nominato a due Grammy Awards nel 2015. Per il genere country pop da ricordare in particolare Shania Twain e per il dance pop Tate McRae, cantante di successo originaria dell'Alberta vincitrice di molteplici Juno Awards.
Tra i gruppi musicali i più famosi e influenti sono considerati gli Arcade Fire, i Rush, i Nickelback, i Simple Plan, i Sum 41, i The Guess Who, i The Band, i The Tragically Hip, i Gorguts, gli Annihilator e i D.O.A..

### Cinema
Nel campo cinematografico, tra il XIX e il XX secolo, durante l'epoca del vaudeville, si afferma l'attrice Marie Dressler, vincitrice del Premio Oscar come migliore attrice nel 1931. Nel XX secolo un'altra importante attrice del cinema canadese fu Mary Pickford, Oscar alla miglior attrice, nel 1930. È da ricordare, inoltre, la figura del regista James Cameron il cui film Avatar (2009) è l'attuale film con maggiori incassi nella storia del cinema. Un film canadese, inoltre, ha vinto l'Oscar al miglior film straniero: si tratta de Le invasioni barbariche (2003), del regista Denys Arcand, il cui Il declino dell'impero americano è stato, nel 1987, il primo film canadese candidato per l'Oscar al miglior film straniero..Nick Mancuso

### Ricerca scientifica e tecnologia

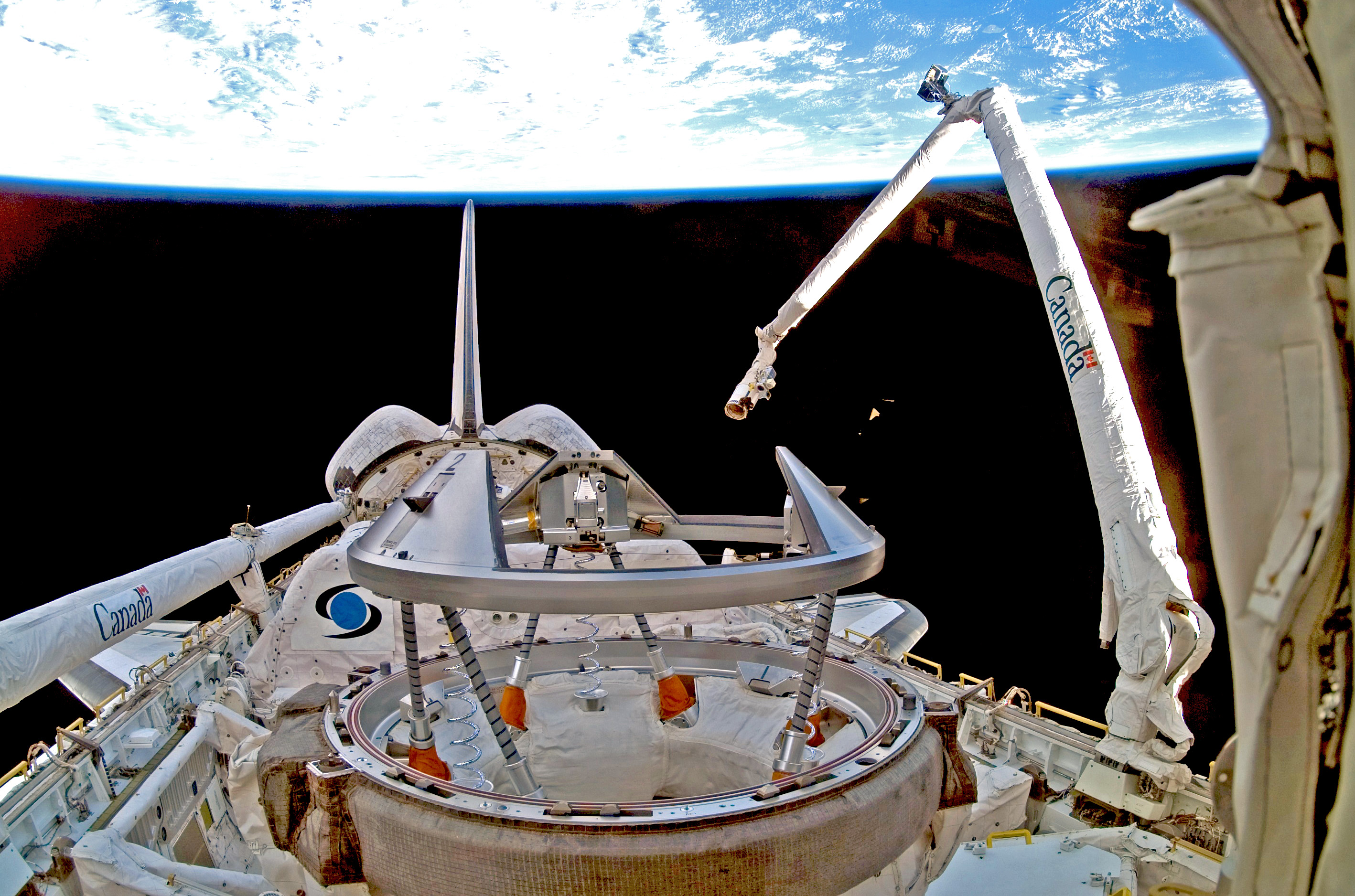
Il manipolatore robotico Canadarm in azione a bordo dello Space Shuttle Discovery durante la missione STS-116 del 2006

Nel 2012, il Canada ha speso circa 31,3 miliardi di dollari canadesi in ricerca e sviluppo, di cui circa 7 miliardi sono stati stanziati dai governi federali e provinciali. Al 2015, il Paese vantava tredici premi Nobel per la fisica, la chimica e la medicina, e nel 2012 si è classificato quarto in tutto il mondo per la qualità della ricerca scientifica in un ampio sondaggio rivolto a scienziati internazionali. Il paese, inoltre, ospita la sede principale di diverse aziende tecnologiche riconosciute a livello mondiale. I canadesi possono disporre di uno dei più alti livelli di accesso a Internet di tutto il mondo, con oltre 33 milioni di utenti, pari a circa il 94% per cento della sua popolazione totale.
L'Agenzia spaziale canadese gestisce un programma spaziale molto attivo che varia dall'esplorazione planetaria, alla ricerca aeronautica, allo sviluppo di razzi e satelliti. Il Canada è stato il terzo paese in grado di lanciare un satellite nello spazio, dopo l'Unione Sovietica e gli Stati Uniti, grazie ad Alouette 1 lanciato nel 1962. Nel 1984, Marc Garneau divenne primo astronauta canadese. Al 2015, nove canadesi hanno volato nello spazio, nel corso di diciassette missioni con equipaggio.
Il Canada è un partecipante al progetto della Stazione spaziale internazionale (ISS) ed è un pioniere nel campo della robotica spaziale, grazie allo sviluppo dei manipolatori robotici Canadarm, Canadarm 2 e Dextre, utilizzati per lo Space Shuttle della NASA e per la ISS. Dal 1960, l'industria aerospaziale canadese ha progettato e costruito numerosi satelliti, tra cui Radarsat-1 e Radarsat-2, ISIS e MOST. Il Canada ha anche prodotto uno dei razzi sonda di maggior successo e ampiamente utilizzato a livello mondiale: i Black Bran; oltre 1 000 di essi sono stati lanciati dopo il loro primo sviluppo avvenuto nel 1961.

#### Il Canada nello spazio
- 29 settembre 1962: viene lanciato Alouette 1, il primo satellite del Canada.
- 5 ottobre 1984: Marc Garneau divenne il primo astronauta canadese ad andare nello spazio.
- 22 gennaio 1992: Roberta Bondar, prima donna astronauta canadese ad andare nello spazio.

### Scienze

#### La scoperta dell'insulina

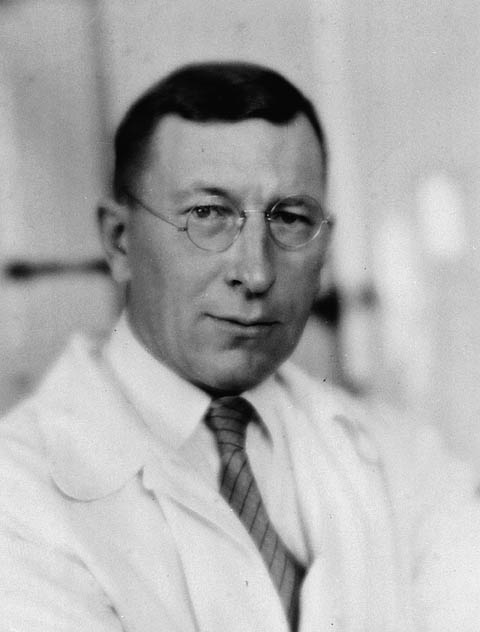
Frederick Grant Banting, scopritore dell'insulina, nel 1921.

Tra le personalità che si sono maggiormente distinte in campo scientifico, ricordiamo quella del fisiologo Frederick Grant Banting (1891-1941), scopritore dell'insulina, nel 1921: Premio Nobel per la medicina, nel 1923, oggi la sua data di nascita, il 14 novembre, è celebrata nel mondo con la Giornata mondiale del diabete

## Sport
Il Canada ha due sport nazionali: l'hockey su ghiaccio e il Lacrosse.

### Hockey su ghiaccio

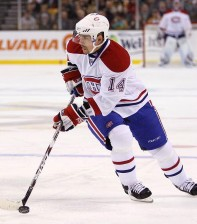
In Canada l'hockey su ghiaccio è lo sport più popolare

L'hockey su ghiaccio è nato in Canada. Il paese è tra i dominatori delle competizioni internazionali di tale sport: la nazionale di hockey su ghiaccio maschile del Canada ha vinto 26 campionati mondiali e 9 Olimpiadi. La Lega nazionale di hockey fu fondata a Montréal ed è massimo campionato professionistico nel mondo: all'interno di questo campionato competono le seguenti squadre canadesi: i Canadiens de Montréal, i Toronto Maple Leafs, gli Edmonton Oilers, i Winnipeg Jets, i Calgary Flames, gli Ottawa Senators e i Vancouver Canucks.
Tra gli hockeisti su ghiaccio ricordiamo Jacques Plante, di ruolo portiere, inventore, tra l'altro, della maschera da protezione, nell'hockey, per i portieri; Bobby Orr, Don Cherry e Wayne Gretzky.

### Lacrosse
Il lacrosse, che è molto diffuso pure in U.S.A., è praticato su manto erboso: ha come scopo segnare con una palla in una porta usando mazze con all'estremità una rete. In tale disciplina il Canada vanta la vittoria in tre campionati mondiali.

### Football canadese
Il football canadese è una variante del football americano: a livello professionistico dal 1958 viene annualmente disputata la Canadian Football League. Il football canadese è praticato anche a livello di scuola superiore, juniores, college, amatoriale e semi-professionistico. La Canadian Junior Football League e la Quebec Junior Football League sono riservate a giocatori di età compresa tra 18 e 22 anni. Dal 1965 le squadre degli istituti universitari competono per vincere la  Vanier Cup. Il Canada ha anche tre campionati femminili: la Maritime Women's Football League, la Central Canadian Women's Football League e la Western Women's Canadian Football League.

### Automobilismo
Il Canada inoltre ospita dal 1967 il Gran Premio di Formula 1, che si disputa sul circuito Gilles Villeneuve sull'Ile de Notre Dame a Montréal dal 1978. Il figlio di Gilles Villeneuve, Jacques, è stato campione del mondo di Formula 1 nel 1997.

### Atletica leggera
Il Canada è la patria, tra gli altri, dei velocisti Ben Johnson, Donovan Bailey e Andre De Grasse.

### Ciclismo
Nel 2012 il ciclista Ryder Hesjedal diventa il primo canadese della storia a vincere il Giro d'Italia.

### Wrestling
Di rilievo è anche la disciplina del wrestling, dato che la famosa Famiglia Hart è originaria proprio del Canada. Oltre alla Famiglia Hart, sono originari del Canada diversi wrestler di rilievo, alcuni considerati tra i più importanti, influenti e talentuosi: tra questi spiccano, tra il passato e il presente, le figure di Bret Hart, Owen Hart, Edge, Christian, Chris Jericho, Bobby Roode, Kevin Steen (conosciuto in WWE come Kevin Owens), Petey Williams, Eric Young, El Generico (conosciuto in WWE come Sami Zayn), Trish Stratus, Gail Kim, Roddy Piper, Kenny Omega (vice-presidente esecutivo della All Elite Wrestling) e Chris Benoit.
Le compagnie statunitensi WWE e AEW spesso fanno tappa nelle città del Canada per eventi televisivi settimanali, eventi speciali o pay-per-view, generalmente nelle principali città come Toronto, Montréal, Edmonton, Vancouver, Winnipeg e Calgary.

### Calcio
La Nazionale di calcio del Canada ha partecipato a due edizioni della Coppa del Mondo (Messico 1986 e Qatar 2022), uscendo in entrambi i casi al primo turno. Inoltre la Nazionale canadese è stata due volte Campione (1985 e 2000) nella CONCACAF Gold Cup. Nel 2026 il Canada ospiterà il campionato mondiale affiancato al Messico e agli Stati Uniti.
Nel 2007 il Canada ha iscritto nella Major League Soccer (MLS) americana la squadra di club Toronto FC, trasformando così il campionato degli Stati Uniti in una lega in parte canadese e in parte statunitense; con l'espansione del 2011 anche il Whitecaps Football Club, squadra con sede a Vancouver, è entrato a far parte della MLS. Infine, l'ingresso nella MLS del Montréal Impact nel 2012 ha portato a tre le franchigie canadesi iscritte alle competizioni. Il canadese Joey Saputo, presidente del Montréal Impact, dal 2014 è anche azionista di maggioranza della squadra italiana del Bologna.
Dal 2008 il Canada ha una propria coppa nazionale, si tratta del Canadian Championship, il vincitore della coppa si qualifica per la CONCACAF Champions League.
Tra i calciatori canadesi spiccano, in particolare, Alphonso Davies, di origini ghanesi, Tajon Buchanan e Jonathan David.

### Pallacanestro
Il 21 dicembre 1891 viene disputata la prima partita di pallacanestro, di cui il canadese James Naismith è considerato l'inventore.
La nazionale di pallacanestro del Canada ha vinto, tra l'altro, una medaglia d'argento nel torneo olimpico del 1936 e una medaglia di bronzo al Mondiale maschile di pallacanestro 2023.
Attualmente, l'unica squadra di NBA del Canada sono i Toronto Raptors: in origine, gli attuali Memphis Grizzlies avevano sede a Vancouver.

### Giochi olimpici
Il Canada ha ospitato i Giochi olimpici estivi nell'edizione di Montréal 1976 e quelli invernali di Calgary 1988 e Vancouver 2010.
La prima medaglia d'oro olimpica (e prima medaglia olimpica) canadese fu vinta da George Orton, nell'atletica leggera, a Parigi 1900.

### Altri sport
Tra gli altri sport più seguiti, ci sono il rugby a 15, il curling (molto popolare d'inverno), nonché football americano e baseball, data la vicinanza con gli Stati Uniti d'America, grandi appassionati di questi due ultimi sport. I Toronto Blue Jays rappresentano la città di Toronto nel massimo campionato statunitense di baseball, la Major League Baseball. Altro sport che non è nazionale in Canada, ma dove trova origini, è la canoa canadese, praticata agonisticamente in ginocchio e amatorialmente da seduti. Molto popolare anche il broomball, sport simile all'hockey ma senza pattini. Nelle province del Québec e del Nuovo Brunswick è molto praticata la pallamano. Nel sud dell'Alberta sono praticati sport riguardanti l'equitazione americana.

### Franchigie canadesi
Le franchigie canadesi delle grandi leghe sportive fanno parte delle leghe sportive insieme alle squadre di club degli Stati Uniti. Con il passare degli anni le leghe statunitense del baseball e della pallacanestro si sono aperte anche a squadre di club canadesi, e la lega canadese dell'hockey su ghiaccio si è aperta a squadre di club statunitensi. Ecco un elenco con le squadre canadesi che partecipano alle leghe considerate in Canada "nordamericane":
- Canadiens de Montréal, NHL, 24 campionati vinti
- Toronto Maple Leafs, NHL, 13 campionati vinti
- Edmonton Oilers, NHL, 5 campionati vinti
- Calgary Flames, NHL, 1 campionato vinto
- Ottawa Senators, NHL
- Vancouver Canucks, NHL
- Winnipeg Jets, NHL
- Toronto Blue Jays, MLB, 2 campionati vinti
- Toronto Raptors, NBA, 1 campionato vinto
- Nordiques de Québec, NHL Trasferimento in USA
- Vancouver Grizzlies, NBA trasferimento in USA
- Expos de Montréal, MLB Trasferimento in USA
- Toronto FC, MLS, 1 campionato vinto
- Vancouver Whitecaps FC, MLS
- CF Montréal, MLS

## Folclore
- Famosa la parata natalizia di Babbo Natale a Québec, ma in generale tipico è il Natale in Canada.
- Inoltre in Canada, a Québec, si tiene, dal 1954, come festival pre-quaresimale, il Québec Winter Carnival, il più grande carnevale invernale del mondo.[108]

## Gastronomia
La cucina canadese, le cui origini sono legate al dominio degli inglesi e dei francesi rispettivamente nella parte anglofona e francofona del Canada, risentono spesso, in particolare nell'ovest del paese, della cucina italiana, polacca e ucraina.

## Festività nazionale
| Data      | Nome                        | Significato                                   |
| --------- | --------------------------- | --------------------------------------------- |
| 1º luglio | Canada Day - Fête du Canada | Formazione della nazione del Canada, nel 1867 |

### Ricorrenze nazionali
- Secondo lunedì di ottobre: si celebra il Giorno del ringraziamento (o Thanksgiving o Action de grâce), per ringraziare Dio del raccolto e per l'anno trascorso.
- Festività del Sovrano Trooping the Colour

### Commemorazione nazionale
6 dicembre: giornata nazionale del Ricordo e dell'azione contro la violenza alle donne, in memoria al Massacro del Politecnico di Montréal, nel 1989.